# Mauléon-Licharre
Pour les articles homonymes, voir Licharre (homonymie) et Mauléon (Pyrénées-Atlantiques).
Mauléon-Licharre (Maule-Lextarre en basque) est une commune française située dans le département des Pyrénées-Atlantiques, en région Nouvelle-Aquitaine.
Le gentilé est Mauléonnais (ou Mauletar en basque).

## Géographie

### Localisation
La commune de Mauléon-Licharre se trouve dans le département des Pyrénées-Atlantiques, en région Nouvelle-Aquitaine.
Elle se situe à 59 km par la route de Pau, préfecture du département, et à 32 km d'Oloron-Sainte-Marie, sous-préfecture.
Les communes les plus proches sont : 
Chéraute (1,7 km), Viodos-Abense-de-Bas (1,9 km), Garindein (2,3 km), Berrogain-Laruns (2,9 km), Gotein-Libarrenx (3,9 km), Espès-Undurein (4,8 km), Roquiague (5,3 km), Idaux-Mendy (5,3 km).
Sur le plan historique et culturel, Mauléon-Licharre fait partie de la province de la Soule, un des sept territoires composant le Pays basque,. La Basse-Navarre en est la province la plus variée en ce qui concerne son patrimoine, mais aussi la plus complexe du fait de son morcellement géographique. Depuis 1999, l'Académie de la langue basque ou Euskalzaindia divise le territoire du Labourd en six zones,. La Soule, traversée par la vallée du Saison, est restée repliée sur ses traditions (mascarades, pastorales, chasse à la palombe, etc). Elle se divise en Arbaille, Haute-Soule et Basse-Soule, dont fait partie la commune.

### Communes limitrophes
Les communes limitrophes sont Viodos-Abense-de-Bas, Ainharp, Chéraute, Garindein, Gotein-Libarrenx et Roquiague.
| Ainharp   | Viodos-Abense-de-Bas |           |
| Garindein | Mauléon-Licharre     | Chéraute  |
|           | Gotein-Libarrenx     | Roquiague |

### Hydrographie
La commune est drainée par le Saison, le Lausset, le ruisseau Urgorri, le Laco, Manga erreka, le ruisseau d'Aguerre, et par divers petits cours d'eau, constituant un réseau hydrographique de 15 km de longueur totale,.
Le Saison, d'une longueur totale de 72,2 km, prend sa source dans la commune de Larrau et s'écoule du sud vers le nord. Il traverse la commune et se jette dans le gave d'Oloron à Autevielle-Saint-Martin-Bideren, après avoir traversé 31 communes.
Le Lausset, d'une longueur totale de 39,3 km, prend sa source dans la commune de Sauguis-Saint-Étienne et s'écoule du sud vers le nord. Il traverse la commune et se jette dans le gave d'Oloron à Narp, après avoir traversé 14 communes.

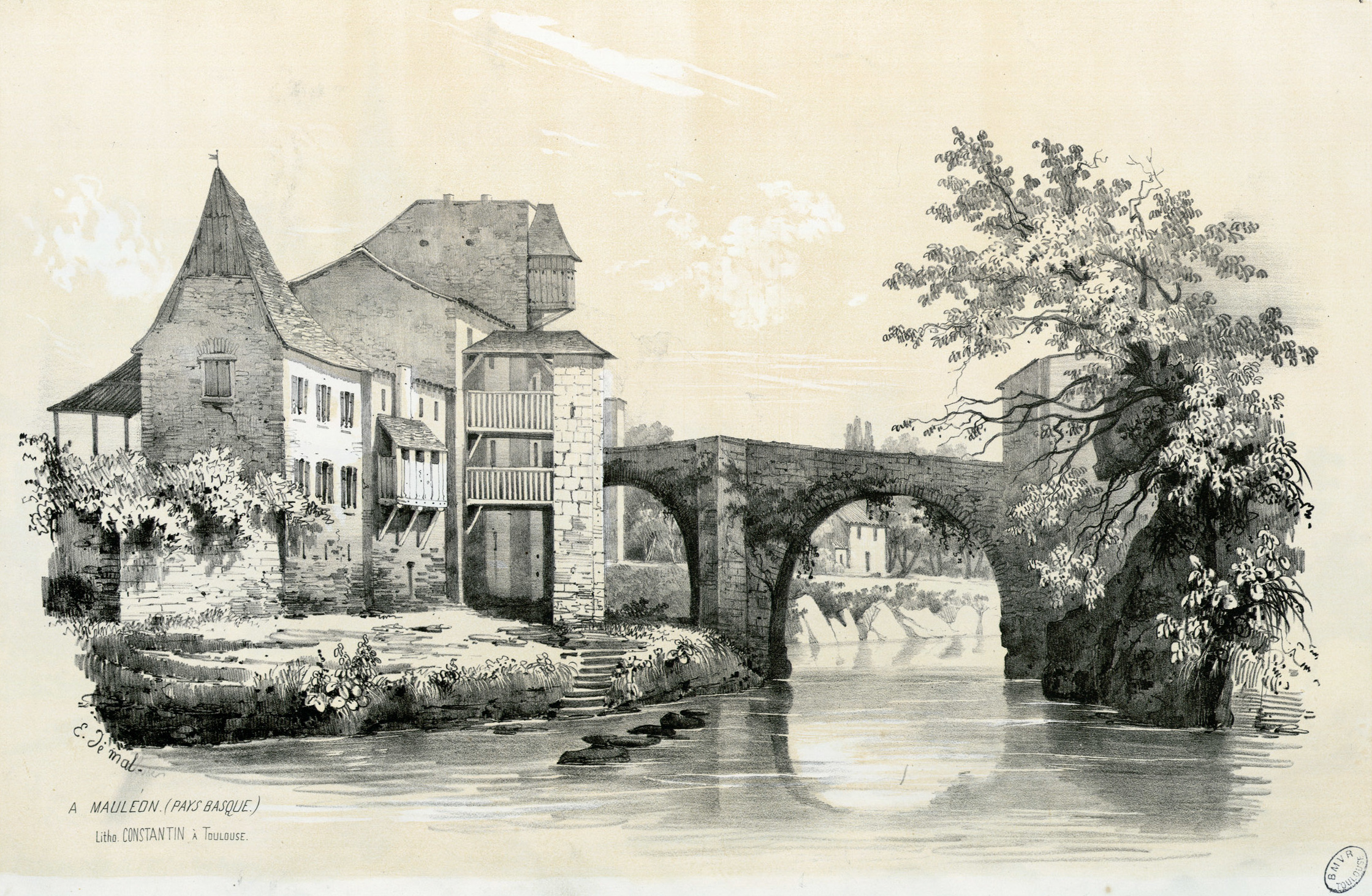
Mauléon et son gave en 1843 par Eugène de Malbos.
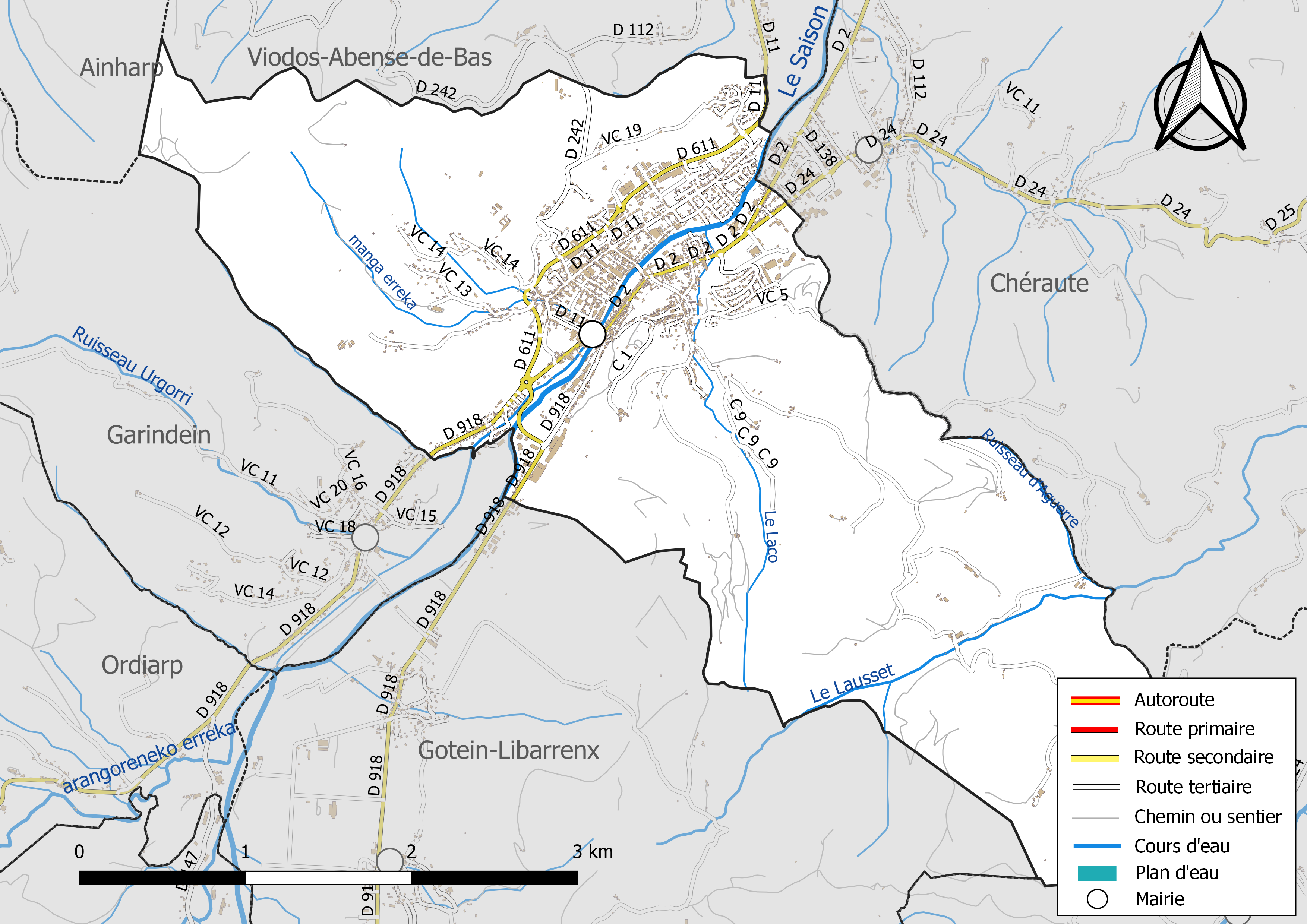
Réseaux hydrographique et routier de Mauléon-Licharre

### Climat
Pour des articles plus généraux, voir Climat de la Nouvelle-Aquitaine et Climat des Pyrénées-Atlantiques.
Historiquement, la commune est exposée à un micro climat océanique basque.
En 2020, Météo-France publie une typologie des climats de la France métropolitaine dans laquelle la commune est exposée à un climat de montagne et est dans la région climatique Pyrénées atlantiques, caractérisée par une pluviométrie élevée (>1 200 mm/an) en toutes saisons, des hivers très doux (7,5 °C en plaine) et des vents faibles.
Pour la période 1971-2000, la température annuelle moyenne est de 13,6 °C, avec une amplitude thermique annuelle de 13,3 °C. Le cumul annuel moyen de précipitations est de 1 421 mm, avec 12 jours de précipitations en janvier et 8,8 jours en juillet. Pour la période 1991-2020, la température moyenne annuelle observée sur la station météorologique la plus proche, située sur la commune d'Aïcirits-Camou-Suhast à 17 km à vol d'oiseau, est de 14,3 °C et le cumul annuel moyen de précipitations est de 1 219,1 mm,. Pour l'avenir, les paramètres climatiques de la commune estimés pour 2050 selon différents scénarios d’émission de gaz à effet de serre sont consultables sur un site dédié publié par Météo-France en novembre 2022.

### Milieux naturels et biodiversité

#### Réseau Natura 2000
Le réseau Natura 2000 est un réseau écologique européen de sites naturels d'intérêt écologique élaboré à partir des Directives « Habitats » et « Oiseaux », constitué de zones spéciales de conservation (ZSC) et de zones de protection spéciale (ZPS).
Deux sites Natura 2000 ont été définis sur la commune au titre de la « directive Habitats », : 
- « le Saison (cours d'eau) », d'une superficie de 2 200 ha, un cours d'eau de très bonne qualité à salmonidés[25] ;
- « le gave d'Oloron (cours d'eau) et marais de Labastide-Villefranche », d'une superficie de 2 547 ha, une rivière à saumon et écrevisse à pattes blanches[26] ;

#### Zones naturelles d'intérêt écologique, faunistique et floristique
L’inventaire des zones naturelles d'intérêt écologique, faunistique et floristique (ZNIEFF) a pour objectif de réaliser une couverture des zones les plus intéressantes sur le plan écologique, essentiellement dans la perspective d’améliorer la connaissance du patrimoine naturel national et de fournir aux différents décideurs un outil d’aide à la prise en compte de l’environnement dans l’aménagement du territoire.
Une ZNIEFF de type 1 est recensée sur la commune, : 
le « Lausset amont et zones tourbeuses associées » (190,06 ha), couvrant 11 communes du département et deux ZNIEFF de type 2,, : 
- le « bassin versant du Lausset et du Joos : bois, landes et zones tourbeuses » (19 519,13 ha), couvrant 23 communes du département[29] ;
- le « réseau hydrographique du gave d'Oloron et de ses affluents » (6 885,32 ha), couvrant 114 communes dont 2 dans les Landes et 112 dans les Pyrénées-Atlantiques[30].

#### Collines
La ville est construite dans la vallée de la rivière du gave du Saison orientée sud-ouest - nord-est. Elle est entourée par les colline Hitaborda et Karakoila sur la rive gauche et du Matalon sur la rive droite.
Ce nom de Matalon viendrait du castillan matar el leon signifiant tuer le lion, suite à un évènement légendaire de l'abattage d'un lion au temps des Vascons. Hitaborda signifierait ferme sur la hauteur. Karakoila viendrait de Karakol (=escargot), proche de l'espagnol caracol, peut-être en raison de la ressemblance de la forme de la colline bombée avec une coquille de gastéropode.

## Urbanisme

### Typologie
Au 1er janvier 2024, Mauléon-Licharre est catégorisée bourg rural, selon la nouvelle grille communale de densité à sept niveaux définie par l'Insee en 2022.
Elle appartient à l'unité urbaine de Mauléon-Licharre, une agglomération intra-départementale regroupant huit  communes, dont elle est ville-centre,,. Par ailleurs la commune fait partie de l'aire d'attraction de Mauléon-Licharre, dont elle est la commune-centre,. Cette aire, qui regroupe 21 communes, est catégorisée dans les aires de moins de 50 000 habitants,.

### Occupation des sols

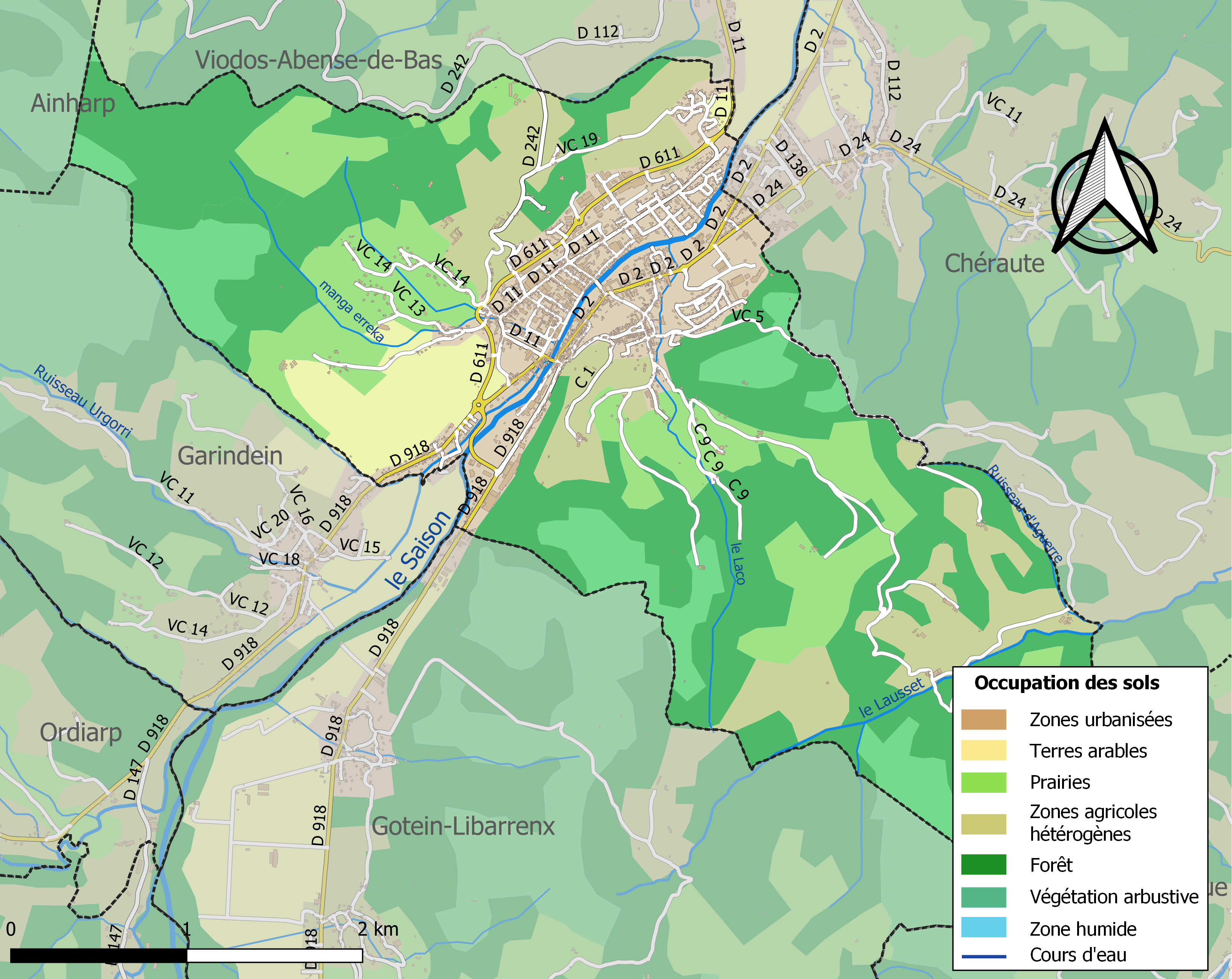
Carte des infrastructures et de l'occupation des sols de la commune en 2018 (CLC).

L'occupation des sols de la commune, telle qu'elle ressort de la base de données européenne d’occupation biophysique des sols Corine Land Cover (CLC), est marquée par l'importance des forêts et milieux semi-naturels (47,1 % en 2018), une proportion identique à celle de 1990 (47,1 %). La répartition détaillée en 2018 est la suivante : 
forêts (38,5 %), prairies (18,6 %), zones agricoles hétérogènes (14,9 %), zones urbanisées (14,6 %), milieux à végétation arbustive et/ou herbacée (8,6 %), terres arables (4,8 %). L'évolution de l’occupation des sols de la commune et de ses infrastructures peut être observée sur les différentes représentations cartographiques du territoire : la carte de Cassini (XVIIIe siècle), la carte d'état-major (1820-1866) et les cartes ou photos aériennes de l'IGN pour la période actuelle (1950 à aujourd'hui).

### Lieux-dits et hameaux
Seize quartiers composent la commune de Mauléon-Licharre :
- Agerrea ;
- Argoaga ;
- Barragarri ;
- Basabazterra ;
- Beltzünze ;
- Eiheraltea ;
- Ezpizenborda ;
- Ordokia ;
- Hariñaldea / la Sablière ;
- Maulegañea / la Haute Ville ;
- Mendialde ;
- Peko arrüa / rue Victor Hugo ;
- Nafarroako karrika / rue de la Navarre ;
- Sarezieu (Saizieu sur les cartes IGN).

### Risques majeurs
Le territoire de la commune de Mauléon-Licharre est vulnérable à différents aléas naturels : météorologiques (tempête, orage, neige, grand froid, canicule ou sécheresse), inondations, feux de forêts et séisme (sismicité moyenne). Un site publié par le BRGM permet d'évaluer simplement et rapidement les risques d'un bien localisé soit par son adresse soit par le numéro de sa parcelle.
Certaines parties du territoire communal sont susceptibles d’être affectées par le risque d’inondation par une crue torrentielle ou à montée rapide de cours d'eau, notamment le Saison. La commune a été reconnue en état de catastrophe naturelle au titre des dommages causés par les inondations et coulées de boue survenues en 1982, 1983, 1992, 2007, 2008, 2009, 2011, 2013 et 2014,.
Mauléon-Licharre est exposée au risque de feu de forêt. En 2020, le premier plan de protection des forêts contre les incendies (PDPFCI) a été adopté pour la période 2020-2030. La réglementation des usages du feu à l’air libre et les obligations légales de débroussaillement dans le département des Pyrénées-Atlantiques font l'objet d'une consultation de public ouverte du 16 septembre au 7 octobre 2022,.

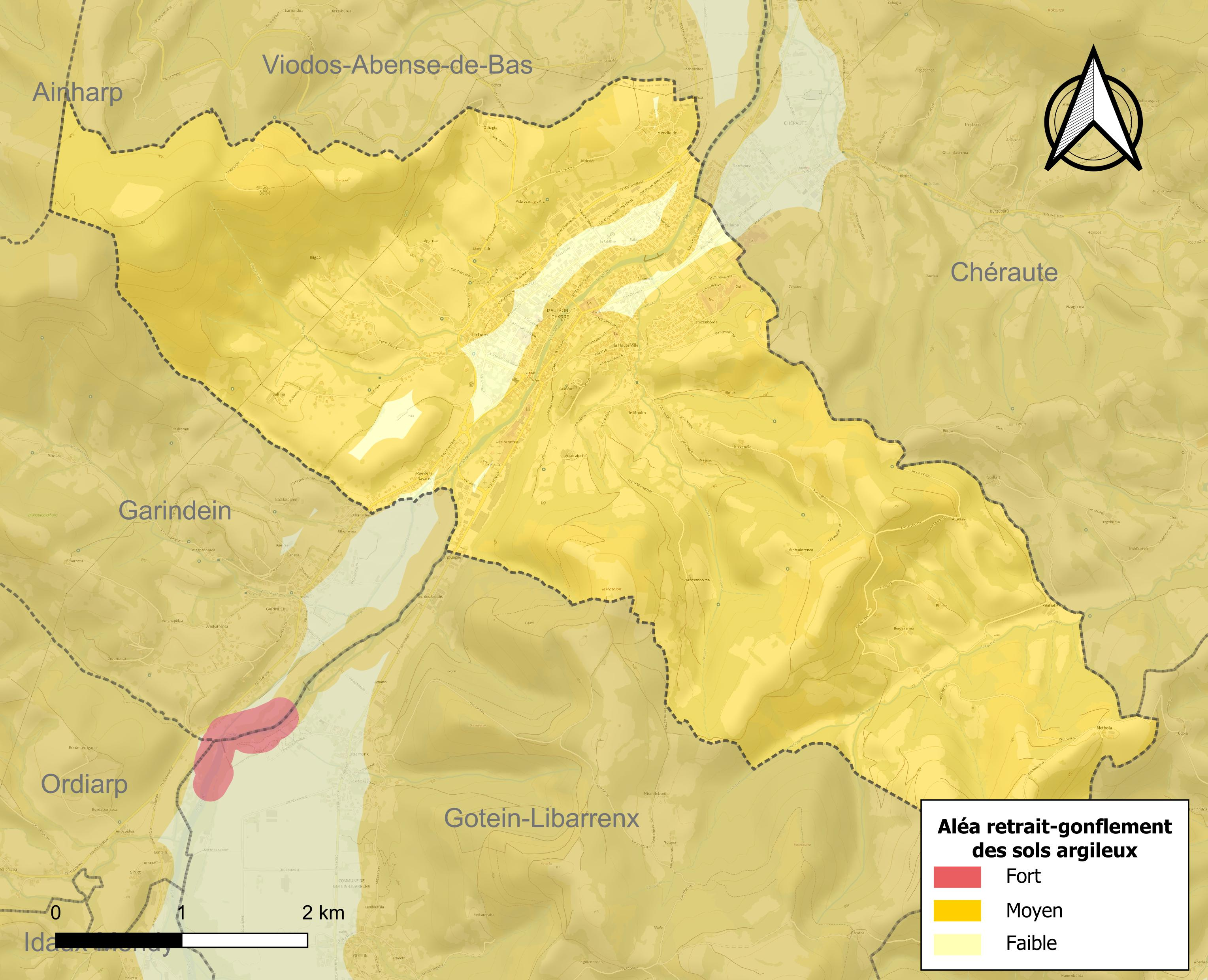
Carte des zones d'aléa retrait-gonflement des sols argileux de Mauléon-Licharre.

Le retrait-gonflement des sols argileux est susceptible d'engendrer des dommages importants aux bâtiments en cas d’alternance de périodes de sécheresse et de pluie. 96,3 % de la superficie communale est en aléa moyen ou fort (59 % au niveau départemental et 48,5 % au niveau national). Depuis le 1er octobre 2020, en application de la loi ELAN, différentes contraintes s'imposent aux vendeurs, maîtres d'ouvrages ou constructeurs de biens situés dans une zone classée en aléa moyen ou fort,.
Concernant les mouvements de terrains, la commune a été reconnue en état de catastrophe naturelle au titre des dommages causés par des mouvements de terrain en 2019.

## Toponymie

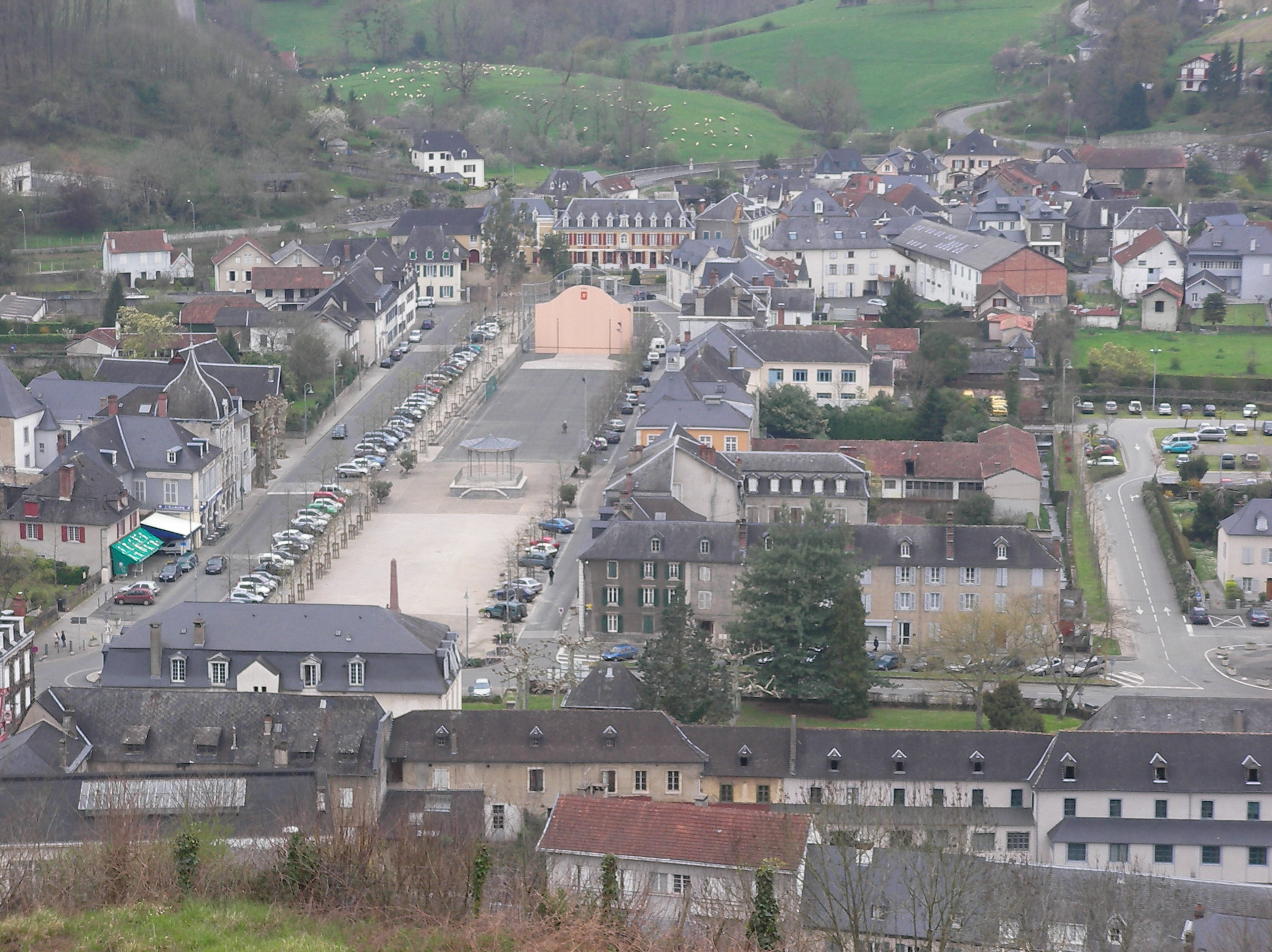
Le centre de Mauléon vue de la ville haute.

### Attestations anciennes
Le toponyme Mauléon est mentionné au milieu du XIIe siècle (cartulaire de Bayonne),
et apparaît sous les formes Malleon (1276, rôles gascons), lo marcadiu et bastide de Mauleoo (1387, notaires de Navarrenx), Malus-Leo (1454, chapitre de Bayonne), Mauleo et Mauleon de Sole (1460, contrats d'Ohix) et Mauleon (1650 et 1793 ou an II).
Le toponyme Licharre apparaît sous les formes lo noguer de Lixarre, qui désignait le lieu d'assemblée judiciaire sous un noyer (1385, collection Duchesne volume CXIV), Sent-Johan de Lixare et la font de Sent-Johan de Lixare (respectivement 1470 et 1481, contrats d'Ohix), Lixarra (1508, chapitre de Bayonne) et Lixarre (1650).

### Graphie basque
Son nom basque actuel est Maule-Lextarre.

## Histoire

### Les Hospitaliers

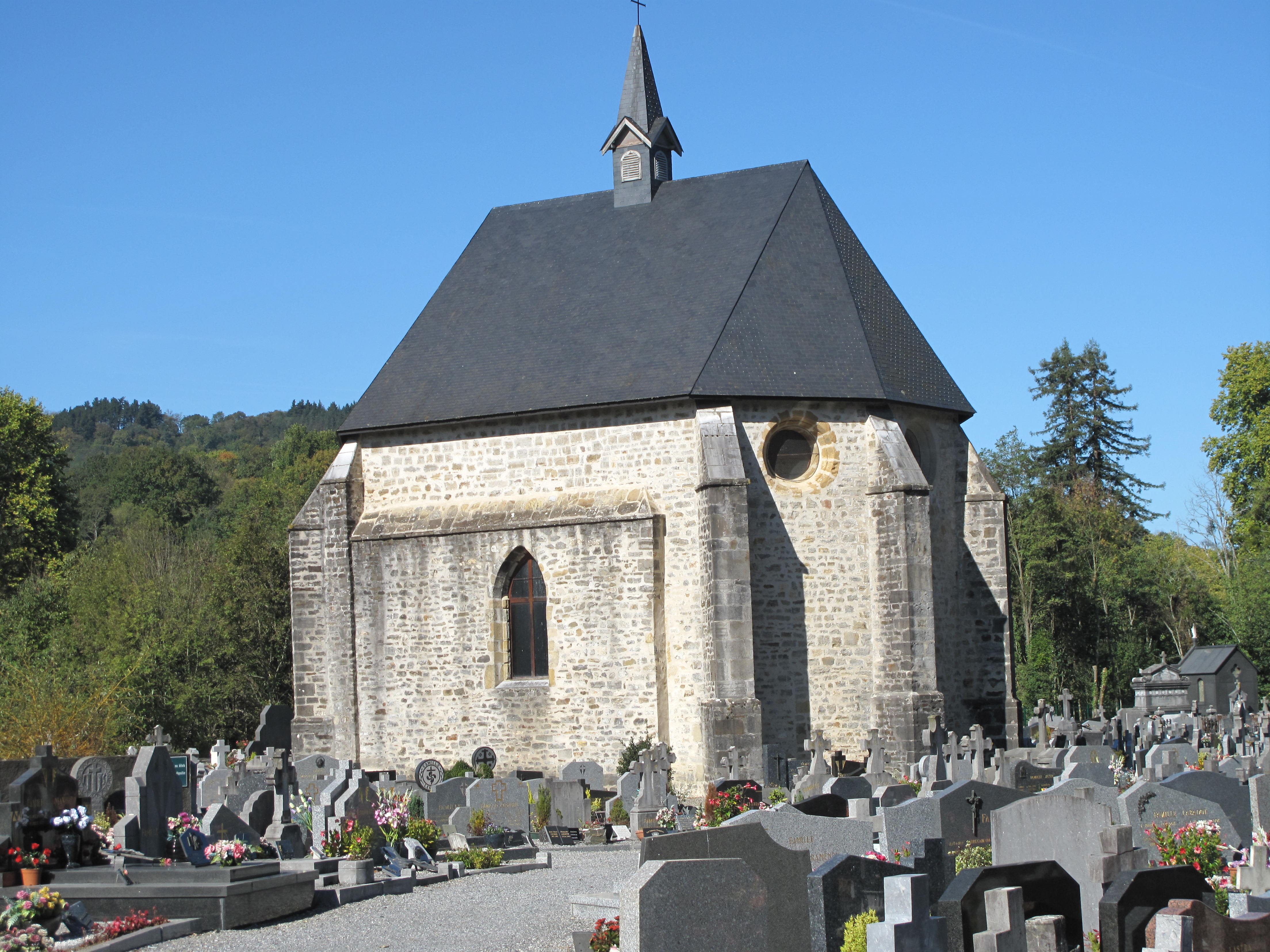
Chapelle Saint-Jean de Berraute.

La chapelle de Saint-Jean-de-Berraute est attestée dès 1220. Elle faisait partie de la commanderie hospitalière gérée par les Hospitaliers de l'ordre de Saint-Jean de Jérusalem. Cette commanderie hébergeait les pèlerins de Saint-Jacques venant d'Oloron par l'Hôpital Saint-Blaise et se dirigeant par Ordiarp vers Ostabat,.
Elle devint église paroissiale avec le développement du bourg. Plusieurs fois remaniée au XVIe siècle, elle avait l’aspect des églises de Soule avec son clocher trinitaire. Elle fut le témoin des troubles de la Réforme.
- En 1661, Arnaud François de Maytie y fit enterrer, devant le maître-autel, le corps du célèbre curé de Moncayolle surnommé Matalas, qui avait pris la tête d'une insurrection de paysans souletins et qui, fait prisonnier, fut décapité[54].
- En 1791, Samadon, évêque constitutionnel d'Oloron, y fit élire les curés constitutionnels de Soule, malgré l'opposition manifestée par les Mauléonais[54].
- En 1792, avec la Révolution, Berraute fut convertie en magasin à fourrage[54].

Longtemps à l'abandon après la construction de la nouvelle église Saint-Jean-Baptiste en 1855, la nef fut démolie vers 1910. Seul fut conservé le chœur, au centre du cimetière qui s'était déjà étendu.
Elle fut sauvée de la destruction totale en 1983 par la municipalité : réparation de la toiture, consolidation de la voûte et des murs. Elle a été inscrite monument historique le 9 novembre 1984.

### La domination anglaise
En 1261, le prince Édouard Ier d'Angleterre fait une démonstration de force sur le site, ce qui incite les vicomtes de Soule à se soumettre. Il décide alors, pour asseoir son pouvoir, la fortification de certaines villes dont, en Soule, Villeneuve-lès-Tardets (aujourd'hui Tardets-Sorholus) et Mauléon qui deviennent des bastides. Une enceinte médiévale, depuis détruite, protégeait alors la Haute-ville. Cette dernière était organisée autour d'une grande place de forme rectangulaire que bordaient de nombreuses maisons à arceaux abritant le marché.

### Mauléon, siège administratif

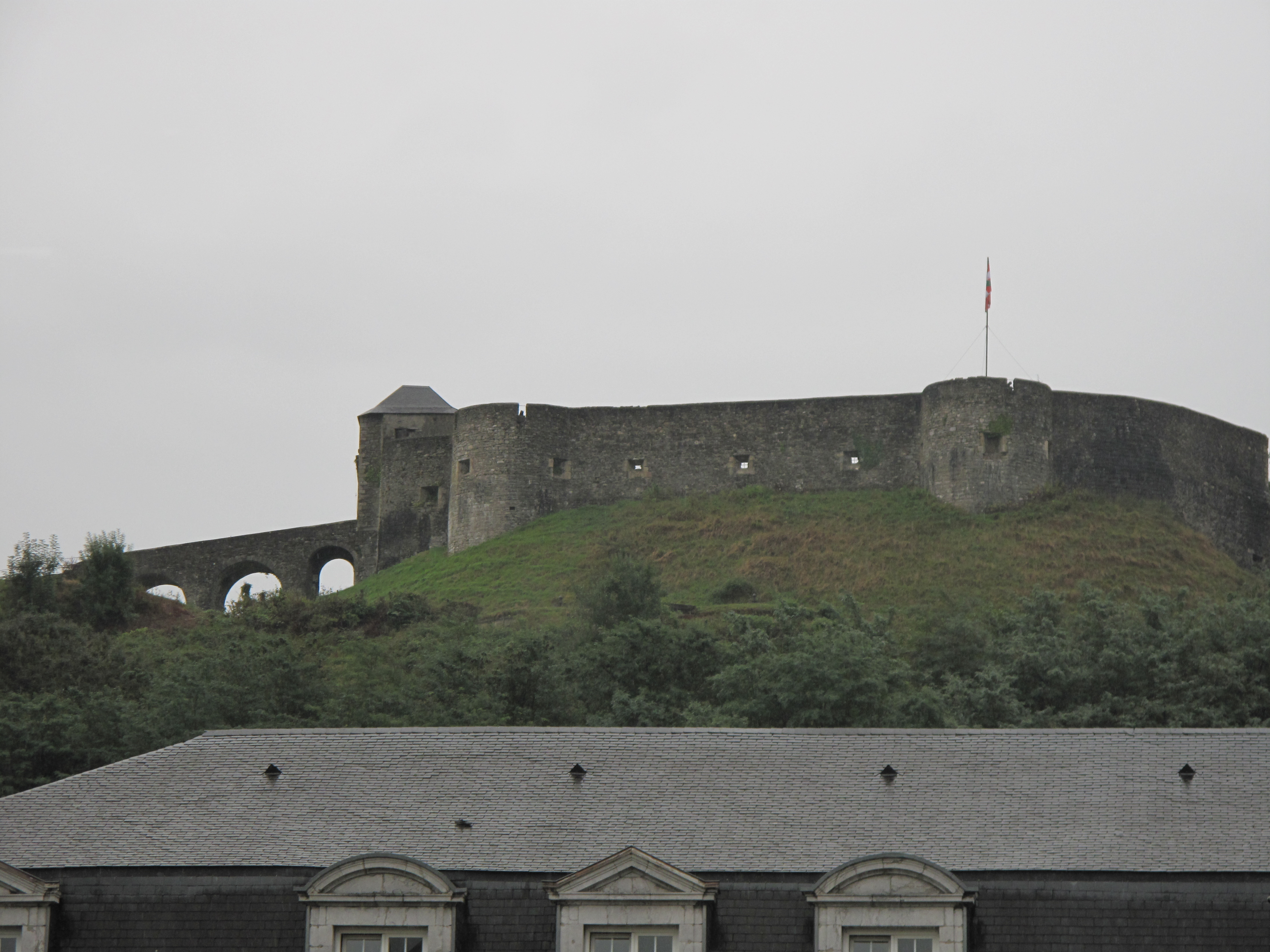
Le fort de Mauléon vue de la ville basse.

Paul Raymond note que la Mauléon était le siège d'une châtellenie, d'un bailliage royal et de la subdélégation du pays de Soule.
En 1790, Mauléon était le chef-lieu d'un district composé des cantons de Barcus, Domezain, Mauléon, Sunharette et Tardets. Le canton de Mauléon comprenait les communes du canton actuel, sans Barcus, L'Hôpital-Saint-Blaise, ni Roquiague, mais avec le village de Saint-Étienne.
Elle devient chef-lieu d'arrondissement de 1800 à 1926.
Jean-Pierre d’Arraing, maire de Mauléon en 1788, est élu député du tiers état aux États généraux de 1789 pour le pays de Soule. Il siège du 20 juin 1789 au 30 septembre 1791 à l’Assemblée constituante.
La commune actuelle a été créée le 19 mars 1841 par la réunion des communes de Mauléon et de Licharre.

Actuellement Mauléon-Licharre, est chef-lieu de canton dans l'arrondissement d'Oloron-Sainte-Marie

### La cour de Licharre
Licharre était le siège d'une juridiction, appelée cour de Licharre, ayant pour ressort tout le pays de Soule. Les appels étaient interjetés à la cour des jurats de Dax (Landes) et de là au sénéchal de Guyenne.
Les juges de la cour de Licharre étaient le châtelain de Mauléon, les dix potestats de Soule et les gentilshommes propriétaires.
La coutume de Soule indique en 1520 que : « au pays de Sole son dets potestats, es assaver : lo senhor deu Domec de Lacarri, lo senhor de Bimeinh de Domasanh, lo senhor deu Domec de Sibas, lo senhor de Olhaibi, lo senhor deu Domec d'Ossas, lo senhor d'Amichalgun de Charri, lo senhor de Genteynh, lo senhor de la Sala de Charrite, lo senhor d'Espes et lo senhor deu Domec de Cheraute. Los quoaus son tenguts de venir a tout le menhs de oeitene a oeitene a la Cort de Lixare tenir cort ab lo Capitaine Castellan ».

### Le rebelle souletin
Bernard Goyheneche, alias Matalas, est né et a vécu dans la ville souletine de Moncayolle (Mithikile en basque) au XVIIe siècle, où il a été prêtre de sa paroisse après son passage par un séminaire de Bordeaux.
Matalas, devant la foule qui a assisté à son exécution, a laissé un message, qui est arrivé jusqu'à nos jours :
Dolü gabe hiltzen niz, Je meurs sans remords,
bizia Xiberoarentako emaiten baitüt. 

parce que je donne ma vie pour la Soule.
Agian, agian, egün batez 
Peut-être un jour
jeikiko dira egiazko Xiberotarrak, 
se lèveront les vrais Souletins,
egiazko eüskaldünak tirano arrotzen ohiltzeko 
les vrais Basques, pour expulser les tyrans étrangers
eta gure aiten aitek ützi deiküen 
et pour que les terres que nos pères nous ont laissées
lurraren popüliari erremetitzeko. 
soient remises au peuple.

### Le difficile rapprochement entre Mauléon et Licharre
Source :

Répondant au déclin démographique de la Soule, 45 villages sur les 71 villages souletins procédèrent à des regroupements entre 1831 et 1859. Par exemple Camou-Cihigue en 1831, Espès-Undurein en 1842, Tardets-Sorholus en 1859.
Le regroupement de Mauléon et Licharre fut plus laborieux en raison de la nature différentes des deux communes et de l'opposition des populations.
- Située sur les pentes du chateau fort, Mauléon (environ 1000 habitants) était une ville gasconne et francophone avec un hameau dans la plaine d'agriculteurs basques. Elle était sous-préfecture depuis 1801.
- Plus en amont et sur la rive gauche du Saison, Licharre (environ 400 habitants) etait un village d'agriculteurs basques. Le quartier de la Croix-Blanche marquait la limite entre les deux communautés.

Chaque communauté disposait d'une église : celle de la Haute-Ville pour Mauléon et celle de Licharre démolie lors de la construction de l'église Saint-Jean Baptiste actuelle. La chapelle de Berraute, plus grande que dans son état actuel, était aussi commune.
Le marché se situant à la Haute-Ville de Mauléon, les Licharrois devaient emprunter la rude rue du fort pour aller vendre leurs produits et étaient favorable à un regroupement, avec l'idée de créer un marché commun dans la basse ville, plus accessible et mieux reliée à l'extérieur, ce que les habitants de Mauléon ne voulaient pas pour garder leur hégémonie.
Une première tentative lors de la séance municipale du 6 février 1790 échoua en raison de positions irréconciliables. Quelques semaines plus tard, les gardes des milices de volontaires de la Haute-Ville et de Licharre refusèrent de prêter ensemble serment à la Nation. Elles prêtèrent serment de façon séparée en mai pour la Haute-Ville et en juillet pour Licharre.
En 1822, Mauléon proposa la fusion mais Licharre s'y opposa. À l'inverse en 1838, c'est Mauléon qui s'opposa à un nouveau projet selon l'argumentation que l'antipathie des habitants des deux communautés conduiraient à des rixes.
Finalement c'est une ordonnance royale du 19 mars 1841 qui imposa l'union. Aux élections du 20 juin, Jean-Dominique Dalgalarrondo de Mauléon fut élu maire et Pierre Castege de Licharre maire adjoint. La mairie s'installa dans la salle Etxahun de la Haute-Ville, puis dans la basse ville dans l'actuelle maison du patrimoine en 1860 et enfin en 1980 dans son emplacement actuel de l'hôtel Montréal.

### Seconde guerre mondiale
Mauléon-Licharre est la seule commune des Pyrénées-Atlantiques décorée de la croix de guerre 1939-1945 pour les actions de résistance du Maquis de la Soule.

## Politique et administration

### Liste des maires
| Période                                  | Période      | Identité                       | Étiquette            | Qualité                                                                                               |
| ---------------------------------------- | ------------ | ------------------------------ | -------------------- | --- |
| Les données manquantes sont à compléter. |              |                                |                      | |
|                                          |              |                                |                      | |
| 1895                                     | 1945         | Adrien de Souhy                | Républicain puis URD | Conseiller général du canton de Mauléon-Licharre (1895 → 1940) Nommé conseiller départemental en 1943 |
| avant 1951                               | ?            | Jean-Pierre Champo (1907-1986) | SFIO                 | Directeur de l'enseignement technique, ancien résistant                                               |
|                                          |              |                                |                      | |
| mars 1977                                | mars 2001    | Jean Lougarot                  | PS                   | Instituteur Conseiller général du canton de Mauléon-Licharre (1988 → 1994)                            |
| mars 2001                                | mars 2008    | Denis Barbé-Labarthe           | PS                   | Mécanicien                                                                                            |
| mars 2008                                | juillet 2020 | Michel Etchebest               | AB                   | Chef d'entreprise 15e vice-président de la Communauté du Pays Basque (2017 → )                        |
| juillet 2020                             | En cours     | Louis Labadot                  | PCF                  | Instituteur retraité                                                                                  |

### Politique de développement durable
La commune s’est engagée dans une politique de développement durable en lançant une démarche d'Agenda 21 en 2011

### Intercommunalité
Mauléon-Licharre appartient à sept structures intercommunales :
- l'agence publique de gestion locale ;
- la communauté d'agglomération du Pays Basque ;
- le SIGOM ;
- le syndicat AEP du pays de Soule ;
- le syndicat d'assainissement du pays de Soule ;
- le syndicat d’énergie des Pyrénées-Atlantiques ;
- le syndicat intercommunal pour le soutien à la culture basque.

La commune accueille le siège de la communauté de communes de Soule-Xiberoa, du syndicat AEP du pays de Soule, ainsi que celui du syndicat d'assainissement du pays de Soule.

### Jumelages
- Tudela (Espagne) depuis 1965.

## Population et société

### Démographie
L'évolution du nombre d'habitants est connue à travers les recensements de la population effectués dans la commune depuis 1793. Pour les communes de moins de 10 000 habitants, une enquête de recensement portant sur toute la population est réalisée tous les cinq ans, les populations de référence des années intermédiaires étant quant à elles estimées par interpolation ou extrapolation. Pour la commune, le premier recensement exhaustif entrant dans le cadre du nouveau dispositif a été réalisé en 2004.

En 2022, la commune comptait 2 975 habitants, en évolution de +0,03 % par rapport à 2016 (Pyrénées-Atlantiques : +3,78 %, France hors Mayotte : +2,11 %).
| 1793 | 1800 | 1806  | 1821  | 1831  | 1836  | 1841  | 1846  | 1851  |
| ---- | ---- | ----- | ----- | ----- | ----- | ----- | ----- | ----- |
| 862  | 985  | 1 007 | 1 054 | 1 145 | 1 259 | 1 577 | 1 654 | 1 600 |

| 1856  | 1861  | 1866  | 1872  | 1876  | 1881  | 1886  | 1891  | 1896  |
| ----- | ----- | ----- | ----- | ----- | ----- | ----- | ----- | ----- |
| 1 475 | 1 708 | 1 876 | 1 743 | 2 108 | 2 409 | 2 251 | 2 575 | 2 651 |

| 1901  | 1906  | 1911  | 1921  | 1926  | 1931  | 1936  | 1946  | 1954  |
| ----- | ----- | ----- | ----- | ----- | ----- | ----- | ----- | ----- |
| 3 368 | 4 045 | 4 827 | 4 220 | 4 316 | 4 069 | 4 193 | 4 567 | 4 619 |

| 1962  | 1968  | 1975  | 1982  | 1990  | 1999  | 2004  | 2006  | 2009  |
| ----- | ----- | ----- | ----- | ----- | ----- | ----- | ----- | ----- |
| 4 679 | 4 500 | 4 239 | 4 099 | 3 533 | 3 347 | 3 315 | 3 255 | 3 205 |

| 2014  | 2019  | 2022  | - | - | - | - | - | - |
| ----- | ----- | ----- | - | - | - | - | - | - |
| 2 994 | 2 947 | 2 975 | - | - | - | - | - | - |

### Enseignement
La commune dispose de trois écoles : l'école primaire privée Jeanne-d'Arc, l'école primaire publique Basse-Ville et l'école primaire publique Haute-Ville. Les deux écoles primaires publiques proposent un enseignement bilingue français-basque à parité horaire.
La commune possède également un collège public (collège Argia), un collège privé (collège Saint-François), d'un lycée privé (lycée Saint-François), d'un lycée professionnel public (lycée Champo) et d'un lycée agricole privé (Lycée Agricole et Rural Privé de Soule).

### Sports et équipements sportifs

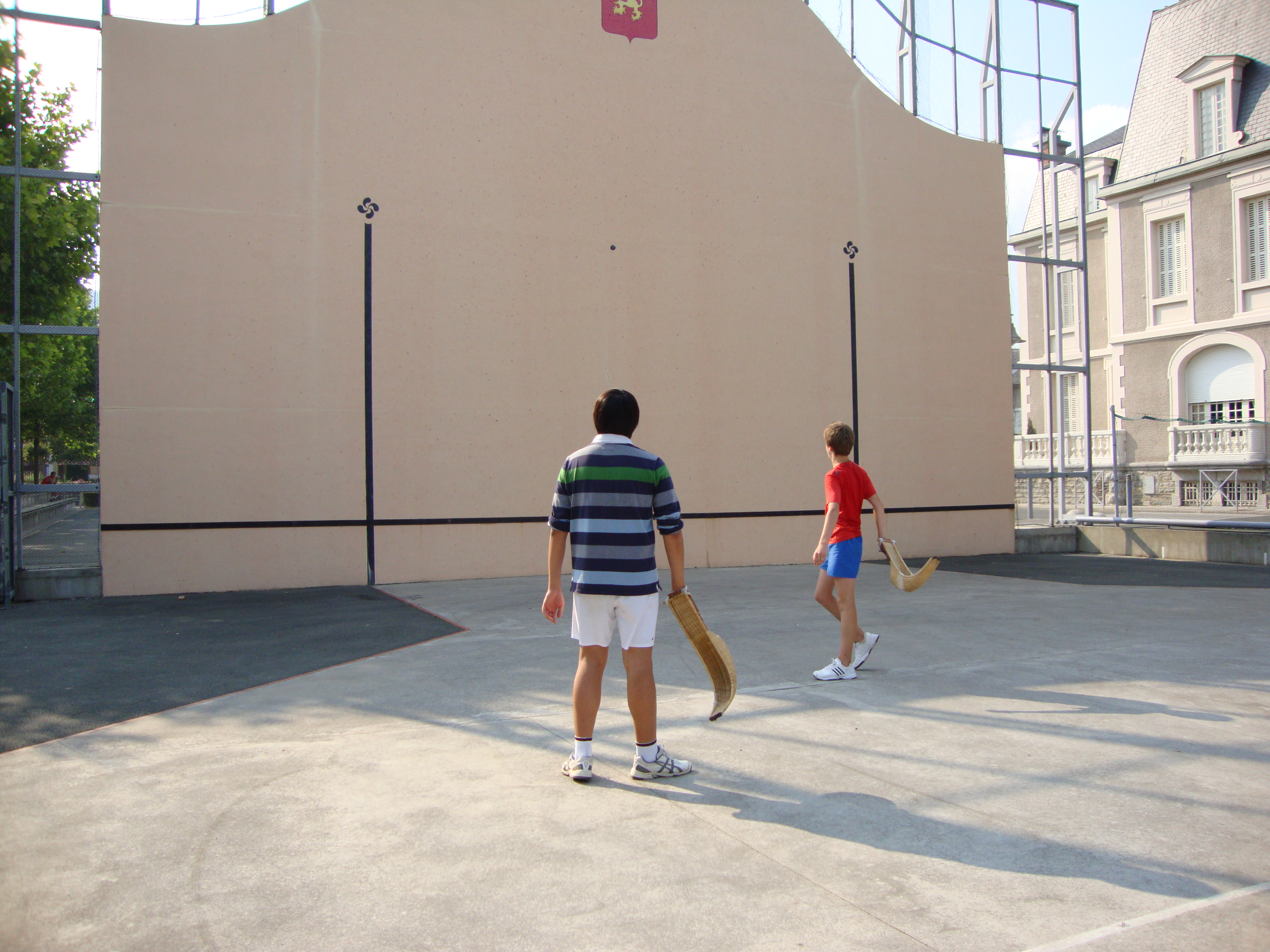
Fronton, des jeunes s’entraînant a la chistera.

- La commune possède un club omnisports, le Sport athlétique mauléonnais ou SAM. En 2024-2025, l'équipe première de rugby du SAM évolue en Nationale 2 de rugby à XV[71].
- Équipements sportifs :
  - Stade Marius-Rodrigo (rugby) d'une capacité d'environ 2 000 places ;
  - Stade Jean-Lasserre (football) ;
  - Trinquet, jai-alaï, fronton des allées, fronton de la Haute-Ville pour la pratique de la pelote basque ;
  - Piscine municipale ;
  - Terrains de tennis.
- La commune se situe sur le trajet de la 16e étape du Tour de France 2007 qui a eu lieu le 25 juillet 2007. Le parcours de 218 kilomètres reliait Orthez à Gourette - col d'Aubisque.

### Festivités
- Les fêtes de Mauléon ont lieu autour du 14 juillet.

Ces fêtes ont été immortalisées par la chanson Les Fêtes de Mauléon composée par le chansonnier souletin Pierre Bordaçarre Etxahun-Iruri. Elles se déroulent sur quatre jours, et donnent lieu à de nombreuses manifestations (fête foraine, vaches landaises, concerts, bals, bodégas, bandas, pelote et force basque...). La ville offre aussi un feu d'artifice tiré du château fort.
- La Haute-Ville possède son propre comité des fêtes. Les fêtes de la Haute-ville ont généralement lieu mi-juin.
- Fête de l'espadrille le 15 août.

## Économie

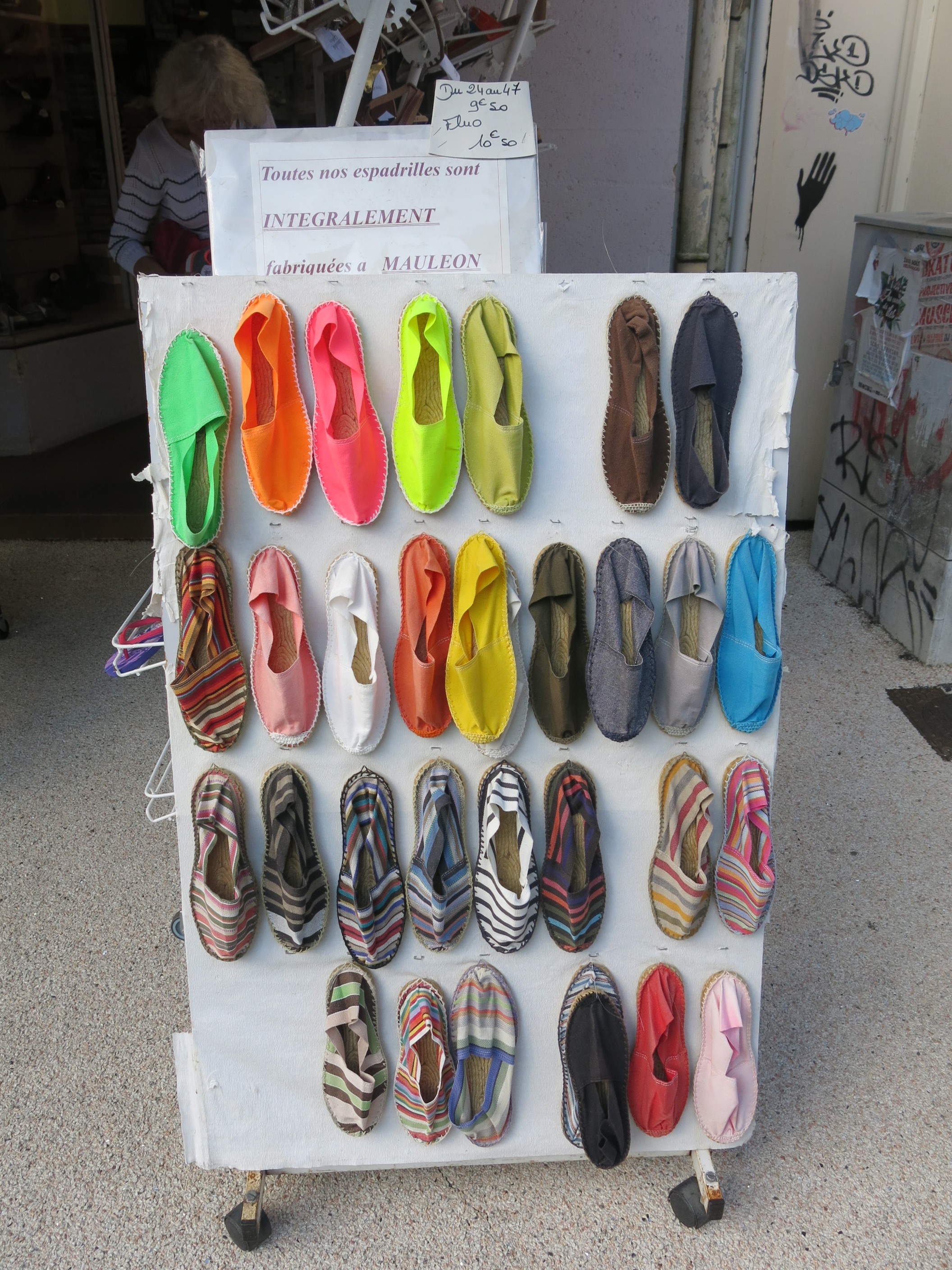
Espadrilles de Mauléon en vente en 2017.

Mauléon-Licharre est la capitale de l'espadrille. La fabrication des espadrilles, des sandales et des brodequins, bottes et sabots en caoutchouc, dont Mauléon est une des capitales, a occupé jusqu'à plus de 3 000 ouvriers dans la ville et ses alentours. En 2018, le secteur comprend une centaine d'emplois à Mauléon et à travers la Soule.
Une partie importante de l'activité est tournée vers l'agriculture (élevage, pâturages). La commune fait partie de la zone d'appellation de l'ossau-iraty. Ici on fait aussi l'etorki.
La ville possède une antenne de la chambre de commerce et d'industrie de Bayonne Pays basque.

## Culture locale et patrimoine

### Patrimoine civil

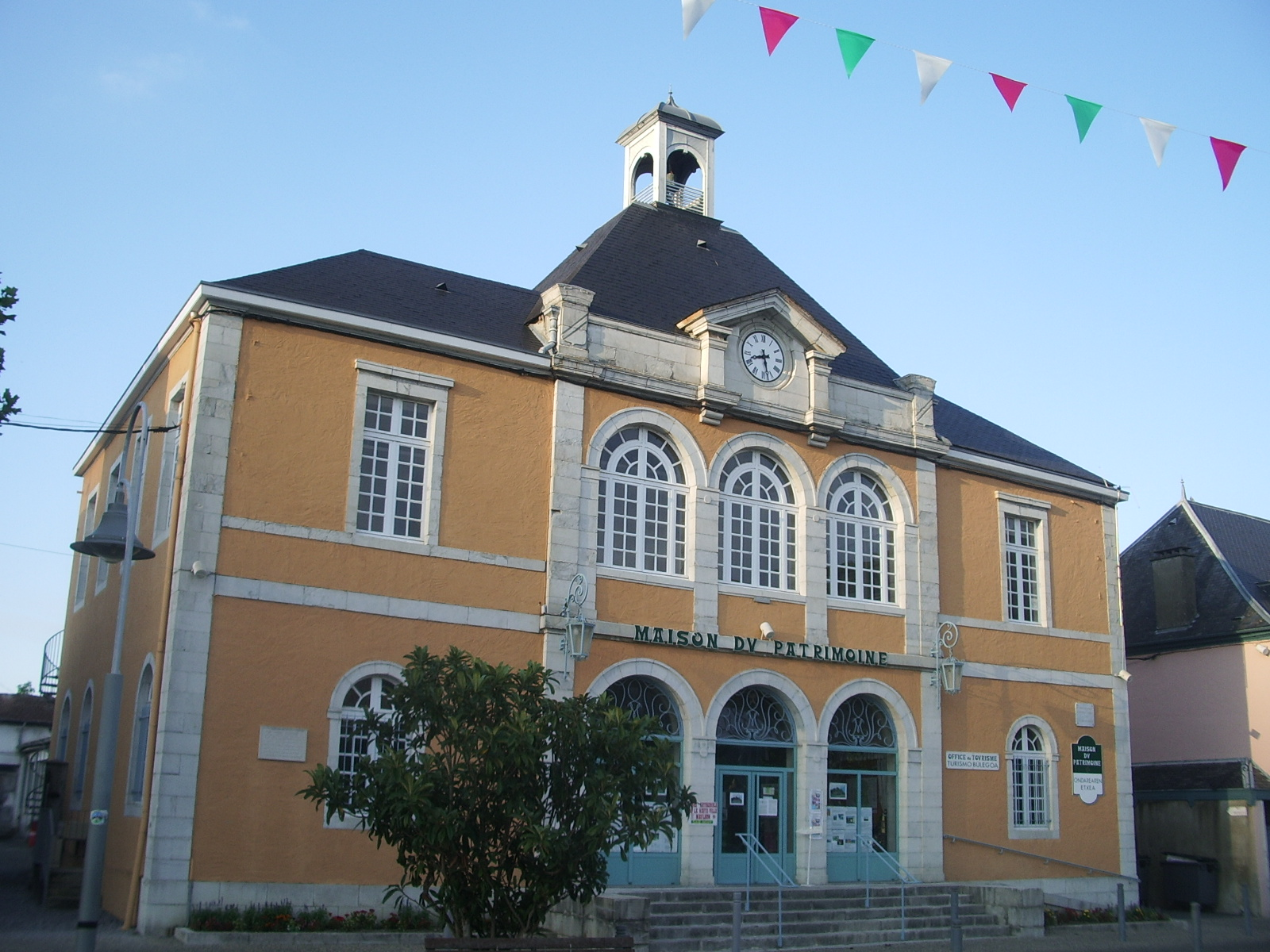
La maison du patrimoine.

- Le vieux château de Mauléon est un château fort du XIe siècle inscrit monument historique par arrêté du 4 mai 1925 et l'ensemble du site est site archéologique[73],[74].
- Le château de Maÿtie dit d'Andurain[75] a été édifié à la fin du XVIe siècle par Pierre de Maytie. Le logis rectangulaire cantonné de pavillon est orné de fenêtres à meneaux et de lucarnes ouvragées de style Renaissance. Inscrit monument historique en 1925, il a été partiellement classé.
- La mairie, située sur la place des Allées, a été construite pour le comte Philibert de Gramont par François Mansart dont on reconnaît le style avec l’alternance des lucarnes à fronton arqué et triangulaire et les larges fenêtres espacées. Il fut légué à la famille des Montréal[53]. Les États de Soule achetèrent cet hôtel en 1777. Il devint la sous-préfecture de Mauléon de 1789 à 1926. Depuis 1980, c'est la nouvelle mairie de Mauléon. L'écrivain Pierre Benoit y a situé l'action de son roman Pour don Carlos[54].
- La Maison de la Fée (en basque Laminaren Etxea), 8 rue du Fort, réputée la plus ancienne de Mauléon. Elle porte la date de 1485 mais date plus probablement de 1785[53]. Elle reflète l'habitat paysan traditionnel, avec une grande porte au rez-de-chaussée pour le bétail et l'appartement à l'étage[53].
- La maison de Bela ou manoir de Bela qui domine la Haute-Ville avec sa tourelle ronde[54]. Elle est particulièrement connue parce qu'en 1587 son propriétaire, Gérard de Béla, décida d'instaurer des impôts, innovation qui déplut particulièrement aux habitants de la ville.
- La halle datée de 1765, était réclamée par les habitants depuis le terrible incendie de 1641 qui avait détruit une vingtaine de maisons, n'en laissant que onze pouvant encore correctement abriter le marché sous leurs auvents.
- Le monument aux morts est un monument aux morts pacifiste, œuvre d'Ernest Gabard, sculpteur palois et soldat de la Grande Guerre.

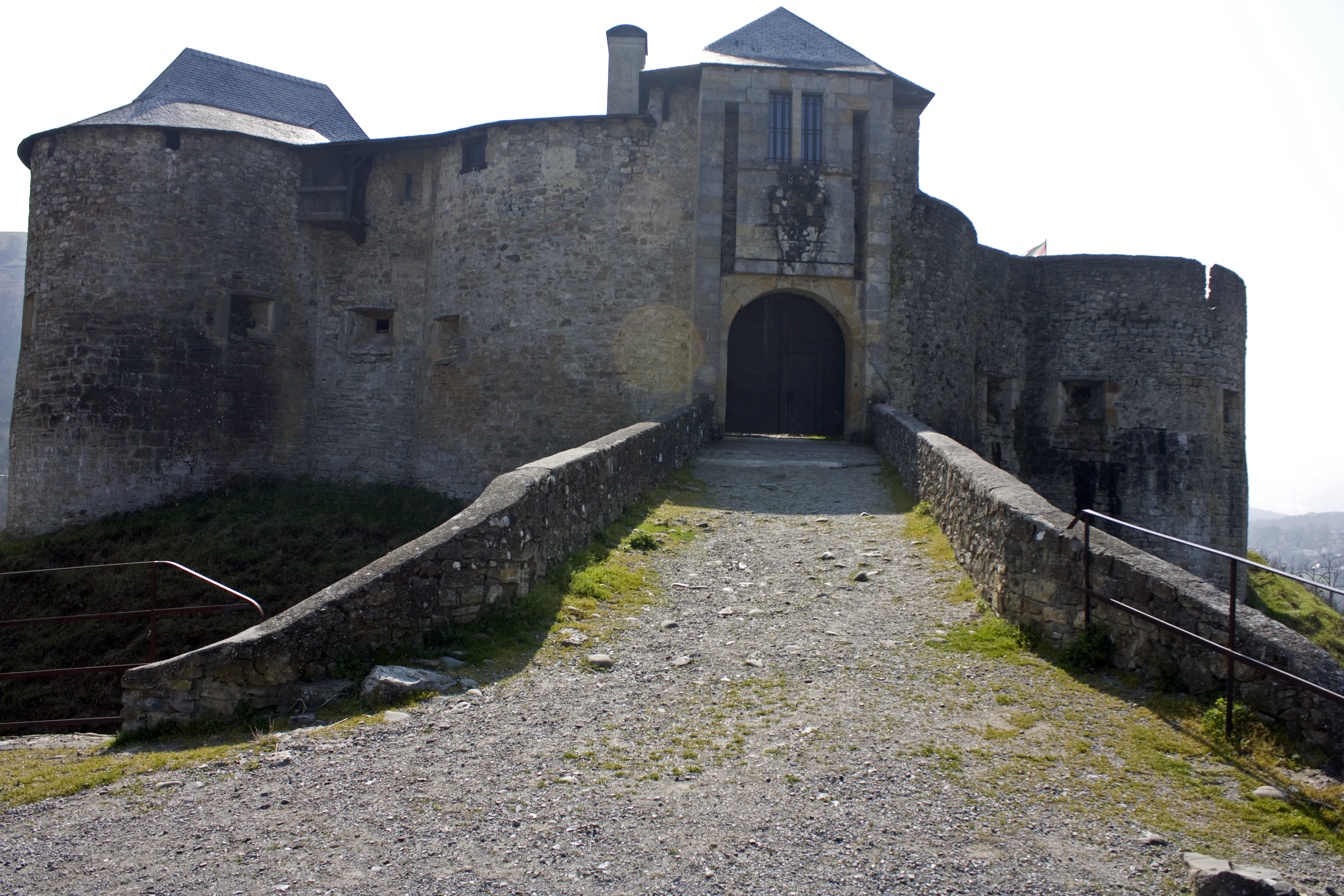
Le château fort du XIe siècle.
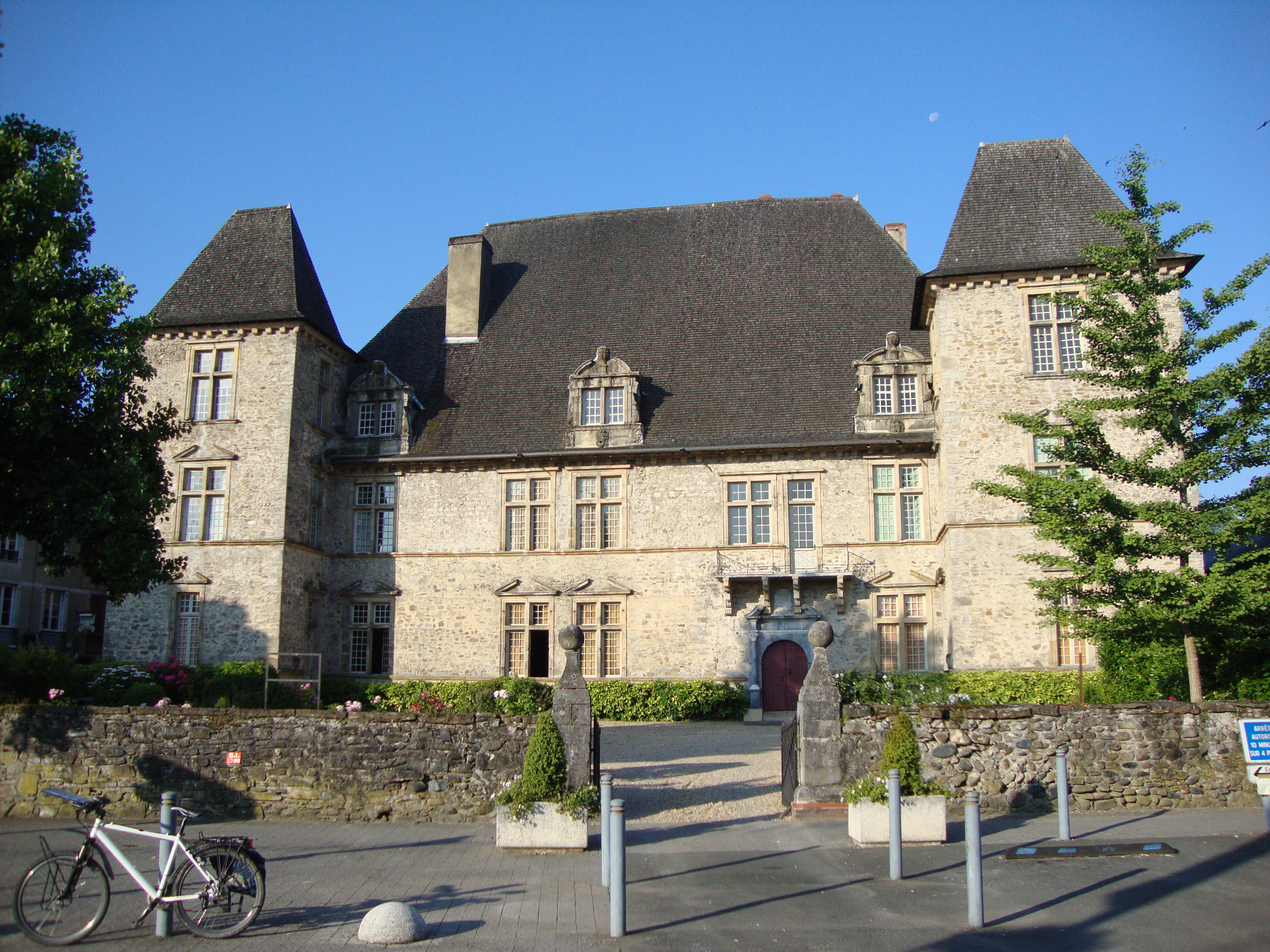
Le château d'Andurain.
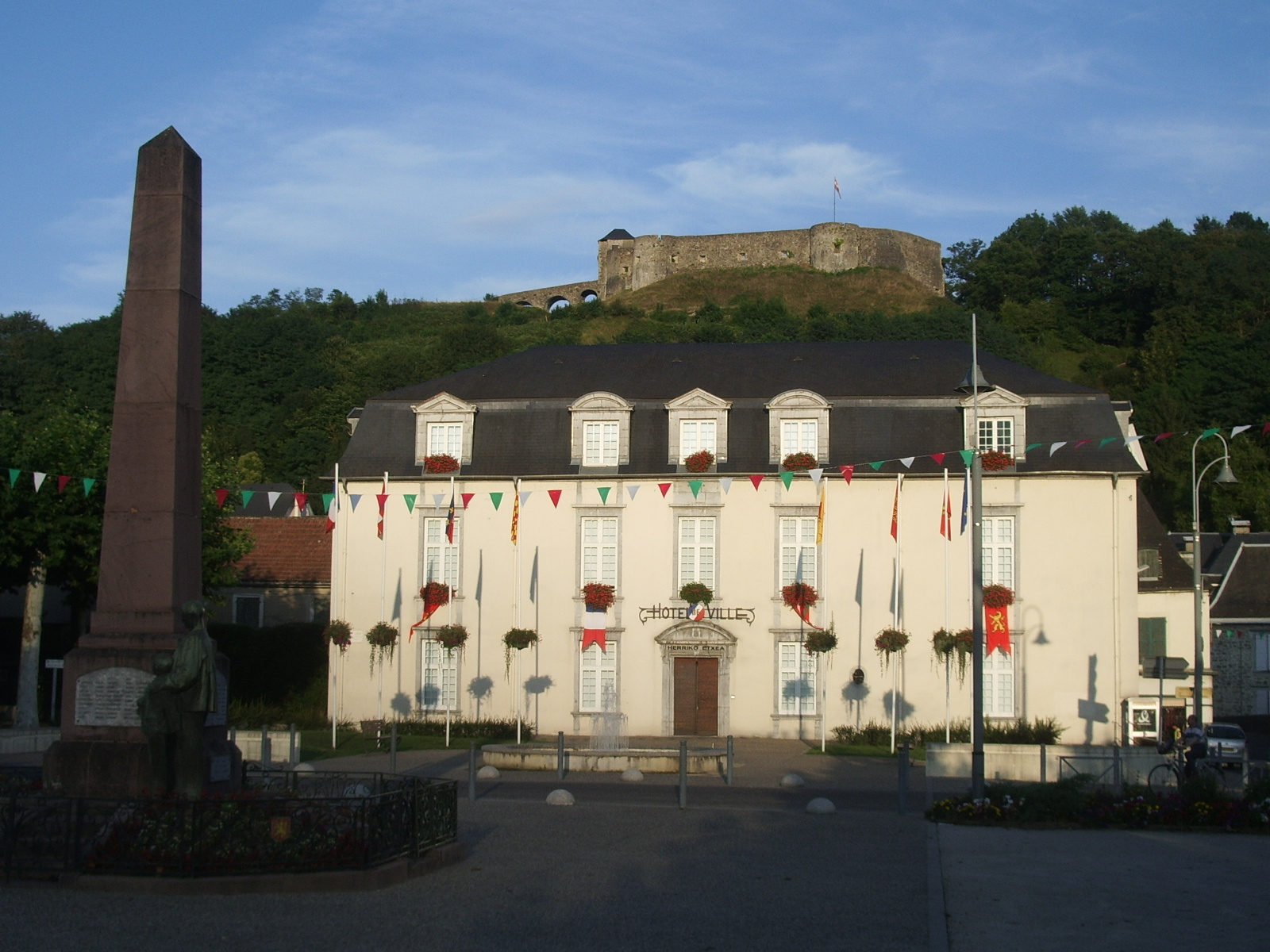
La mairie et le monument aux morts.
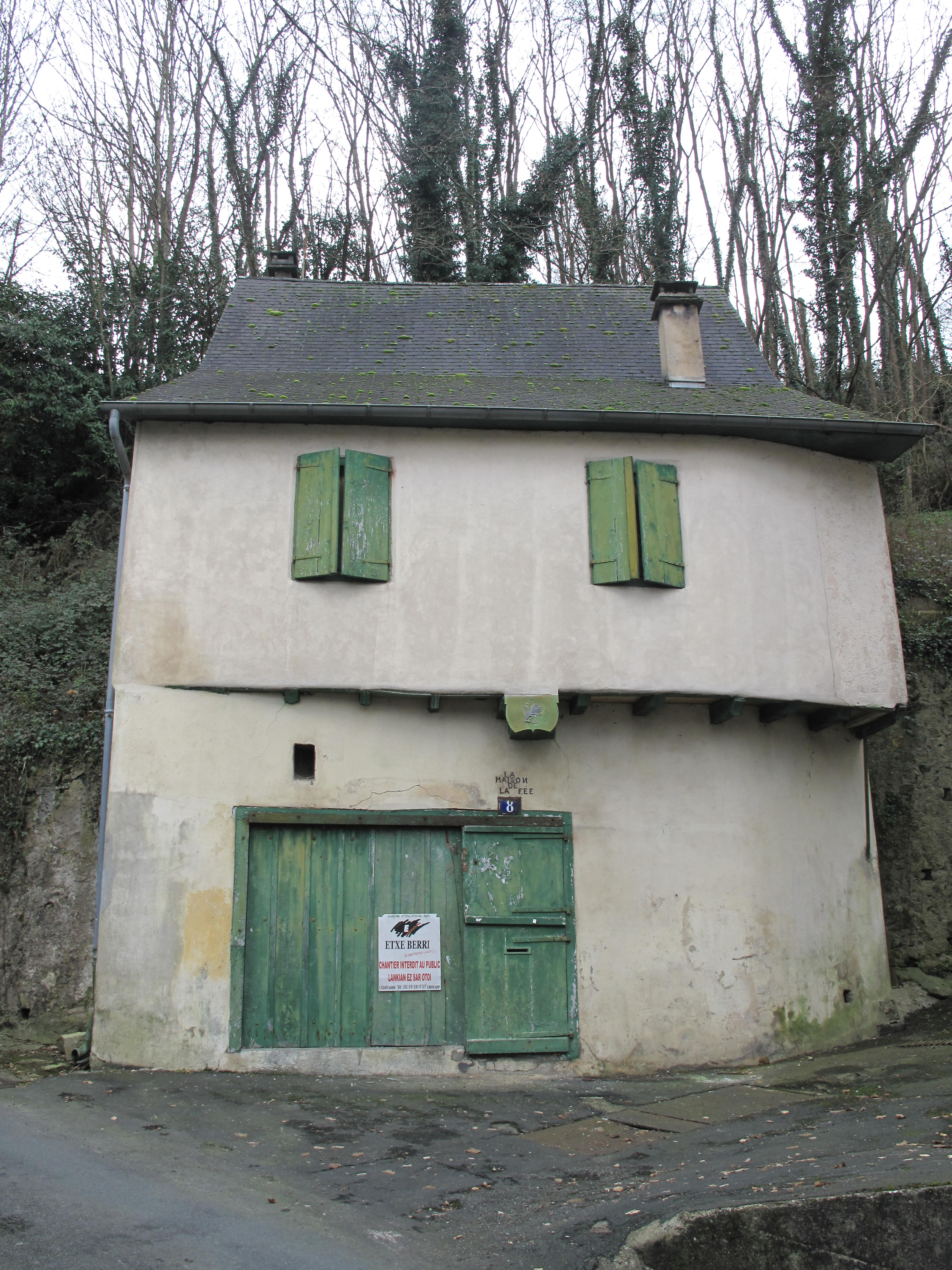
La maison de la Fée.
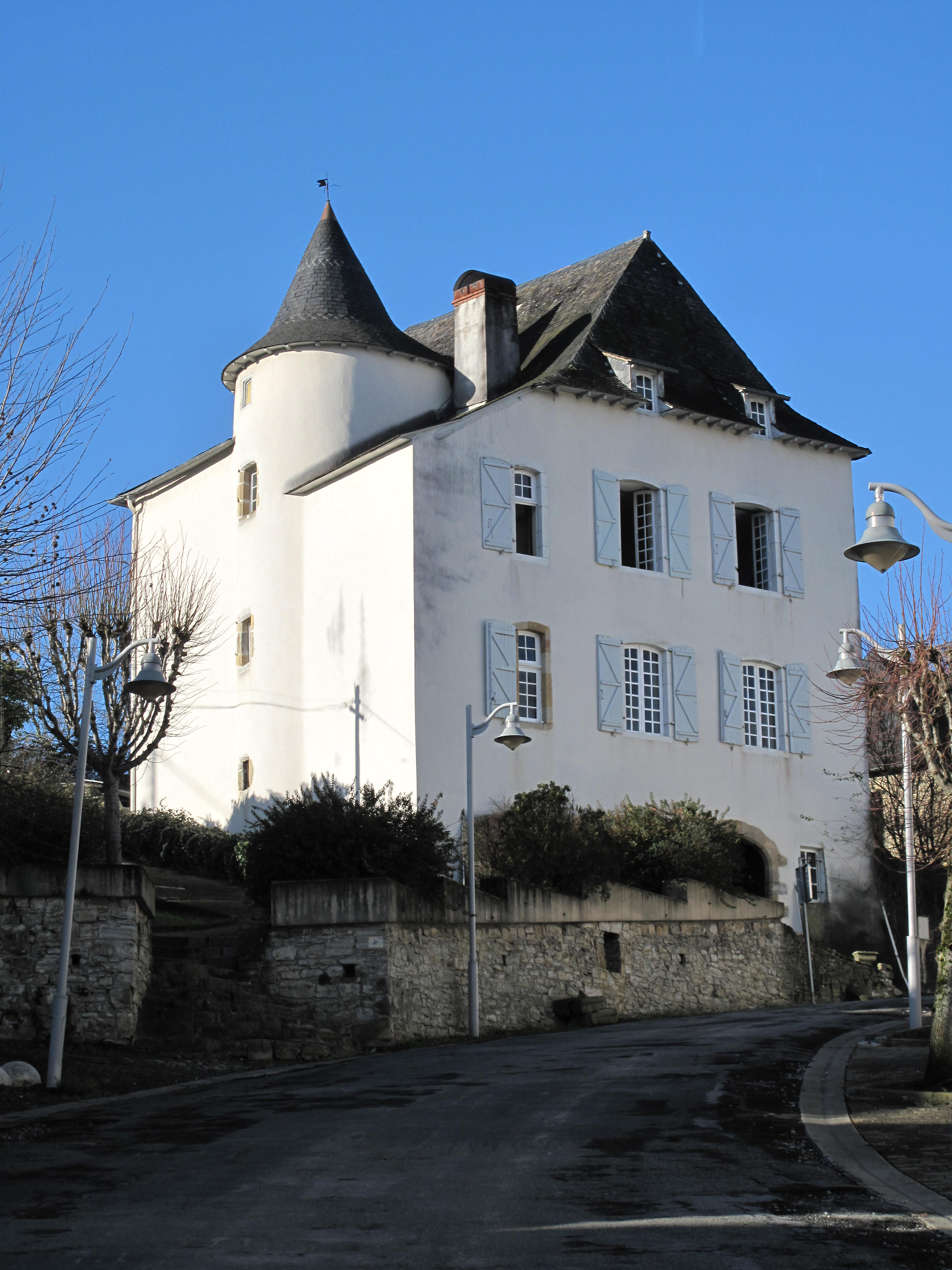
Le manoir de Bela.
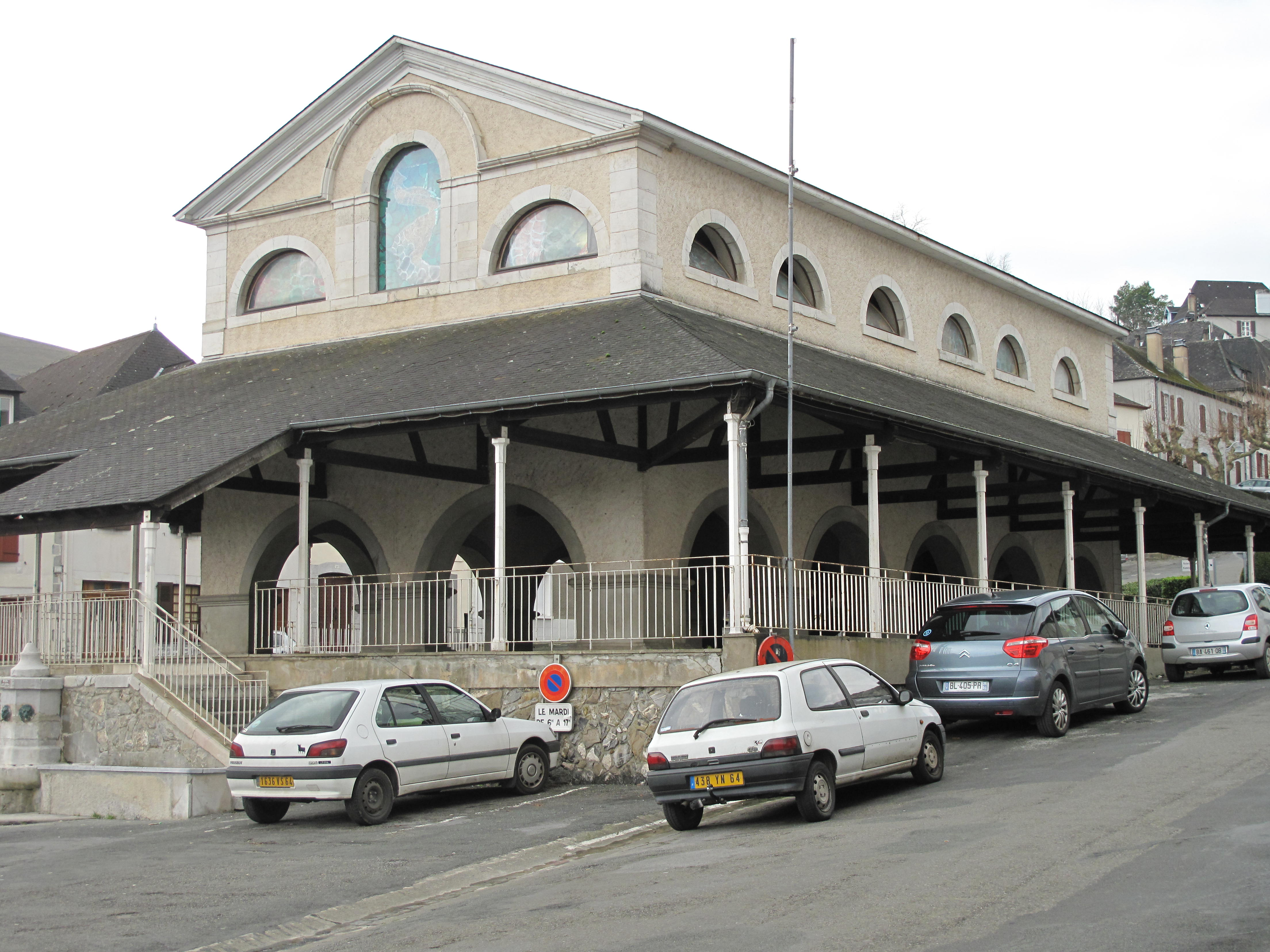
La halle de la Haute-Ville.

### Patrimoine religieux

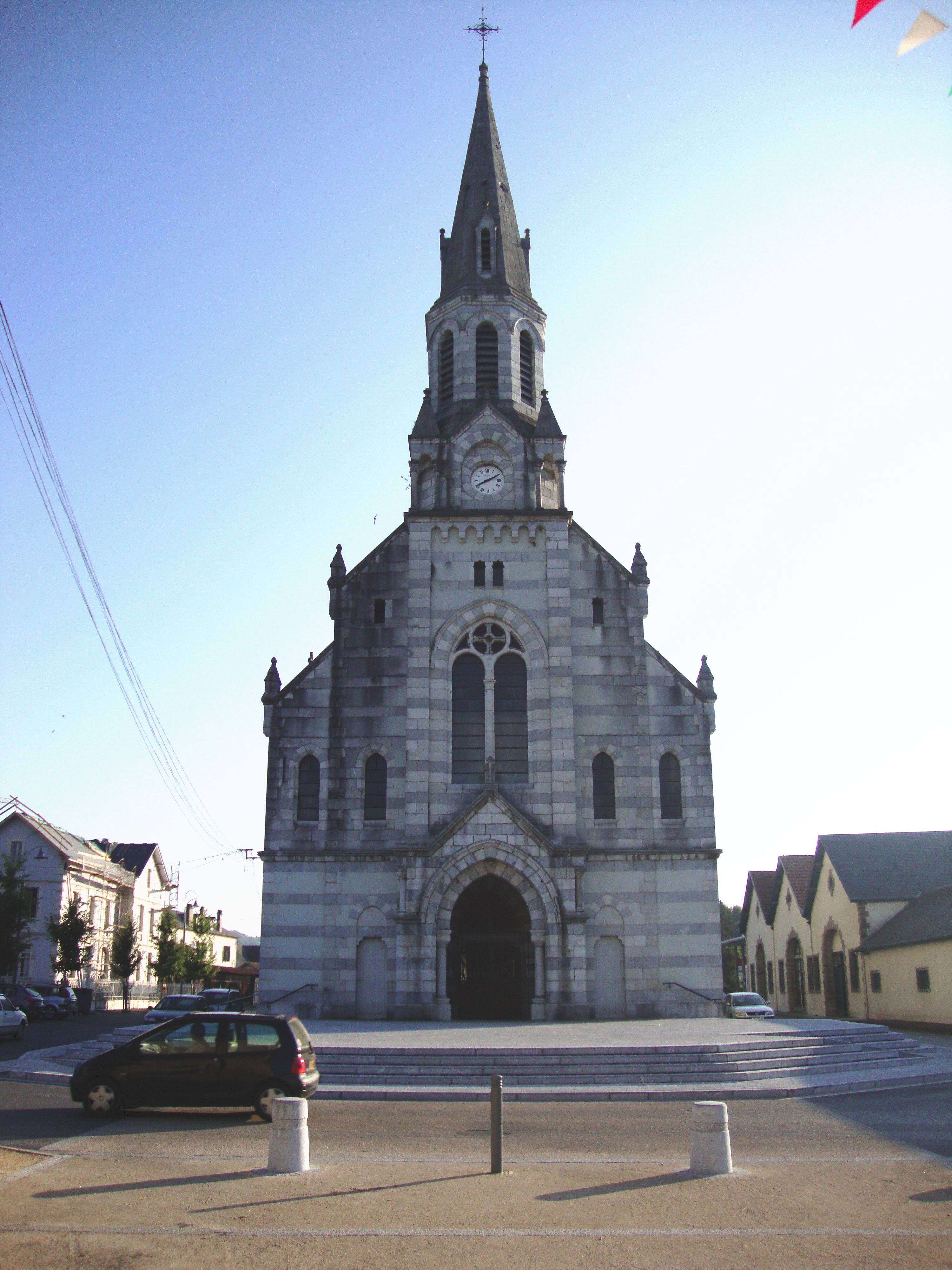
L'église Saint-Jean-Baptiste.

- La chapelle de Saint-Jean-de-Berraute est attestée dès 1220. Elle faisait partie de la commanderie gérée par les chevaliers de Saint-Jean de Jérusalem ou chevaliers de Malte. Cette commanderie hébergeait les pèlerins de Saint-Jacques venant d'Oloron par l'Hôpital Saint-Blaise et se dirigeant par Ordiarp vers Ostabat[53],[54].

Elle devint église paroissiale avec le développement du bourg. Plusieurs fois remaniée au XVIe siècle, elle avait l’aspect des églises de Soule avec son clocher trinitaire. Elle fut le témoin des troubles de la Réforme.
- En 1661, Arnaud François de Maytie y fit enterrer, devant le maître-autel, le corps du célèbre curé de Moncayolle surnommé Matalas, qui avait pris la tête d'une insurrection de paysans souletins et qui, fait prisonnier, fut décapité.
- En 1791, Samadon, évêque constitutionnel d'Oloron, y fit élire les curés constitutionnels de Soule, malgré l'opposition manifestée par les Mauléonais.
- En 1792, avec la Révolution, Berraute fut convertie en magasin à fourrage.

Longtemps à l'abandon après la construction de la nouvelle église Saint-Jean-Baptiste en 1855, la nef fut démolie vers 1910. Seul fut conservé le chœur, au centre du cimetière qui s'était déjà étendu.
Elle fut sauvée de la destruction totale en 1983 par la municipalité : réparation de la toiture, consolidation de la voûte et des murs. Elle a été inscrite monument historique le 9 novembre 1984.
- Église Notre-Dame de la Haute-Ville : c'est un parchemin du 4 juin 1373 qui donna l’autorisation de l’évêque d’Oloron pour construire une nouvelle chapelle. À l'époque, seule existait l'église de Saint-Jean de Berraute, et les habitants de la bastide de la Haute-Ville alors en développement la trouvaient trop lointaine et souhaitaient disposer d'une église dans leur bourg même[53],[76]. Elle fut incendiée plusieurs fois pendant les guerres de religion[53],[76].

Malgré sa petite taille, cette chapelle devint église et même cathédrale, ayant abrité, avec ses maisons accolées, l’évêque d’Oloron et son chapitre de chanoines à deux reprises : de 1378 à 1412, lors du Grand Schisme d'Occident qui vit les catholiques se diviser entre partisans du pape de Rome et ceux de celui d’Avignon. Et de nouveau, de 1570 à 1599 lors des guerres de religion. L'évêque d'Oloron Claude Régin, chassé de sa cathédrale par les protestants, se réfugia en l’église de la Haute-Ville à laquelle il légua son cœur à sa mort en 1592. Son successeur, le chanoine mauléonais Arnaud de Maytie, élu évêque en 1599, y resta jusqu’à son retour à Oloron lors de la pacification religieuse,. Ces deux hommes eurent à défendre Notre-Dame d’une incursion béarnaise en 1583 puis de la mainmise des pasteurs protestants soutenus par leur gouverneur Belsunce, lui aussi protestant, en 1593. Elle fut remaniée au XVIIe siècle pour prendre son aspect actuel avec son clocher trinitaire typiquement souletin,. À l'intérieur, elle possède un retable baroque consacré à la vie de la Vierge. Le pavage de l'entrée est original : un cœur, deux carrés et leurs diagonales, un ostensoir à demi effacé. À gauche se trouve non pas un bénitier mais une ancienne mesure à grains qui était utilisée pour le marché qui se tenait à cet endroit le mardi,.
Le retable en bois doré et sculpté date de la fin du XVIIe siècle ou du début du XVIIIe siècle. Sur la porte du retable, la Trinité est représentée par un triangle rayonnant. À gauche, l'Assomption de la Vierge. À droite, la Visitation de la Vierge à sa cousine Élisabeth.
- Le calvaire (ou croix blanche) en marbre blanc du XVIIe siècle situé rue de Navarre a été inscrit monument historique le 19 mai 1925[78]. C'est une colonne de marbre érigée à l'emplacement du noyer sur lequel se réunissaient les juges de l'ancienne cour de Licharre, aujourd'hui un carrefour en rond-point.
- L'église Saint-Jean-Baptiste, a été construite à la fin du XIXe siècle. La décision date de 1877, la première pierre a été posée en 1879 et elle a été consacrée le 24 mai 1885. Elle a été en partie construite avec les pierres de l'église de Licharre qui avait été démolie[53]. Dans les cinq années suivantes, elle a été dotée de verrières à personnages du maître-verrier Ferdinand Hucher. Puis le chœur et la nef sont ornés de peintures de l'abbé Xavier Montaut terminées par Auguste Montaut et l'atelier Decrept[79]. Elle est inscrite à l'Inventaire général du patrimoine culturel.
- L'ancien couvent des Dominicaines, rue de Belzunce, transformé aujourd'hui en résidence autour du cloître. Il a été édifié en 1772 par les États de Soule[54].

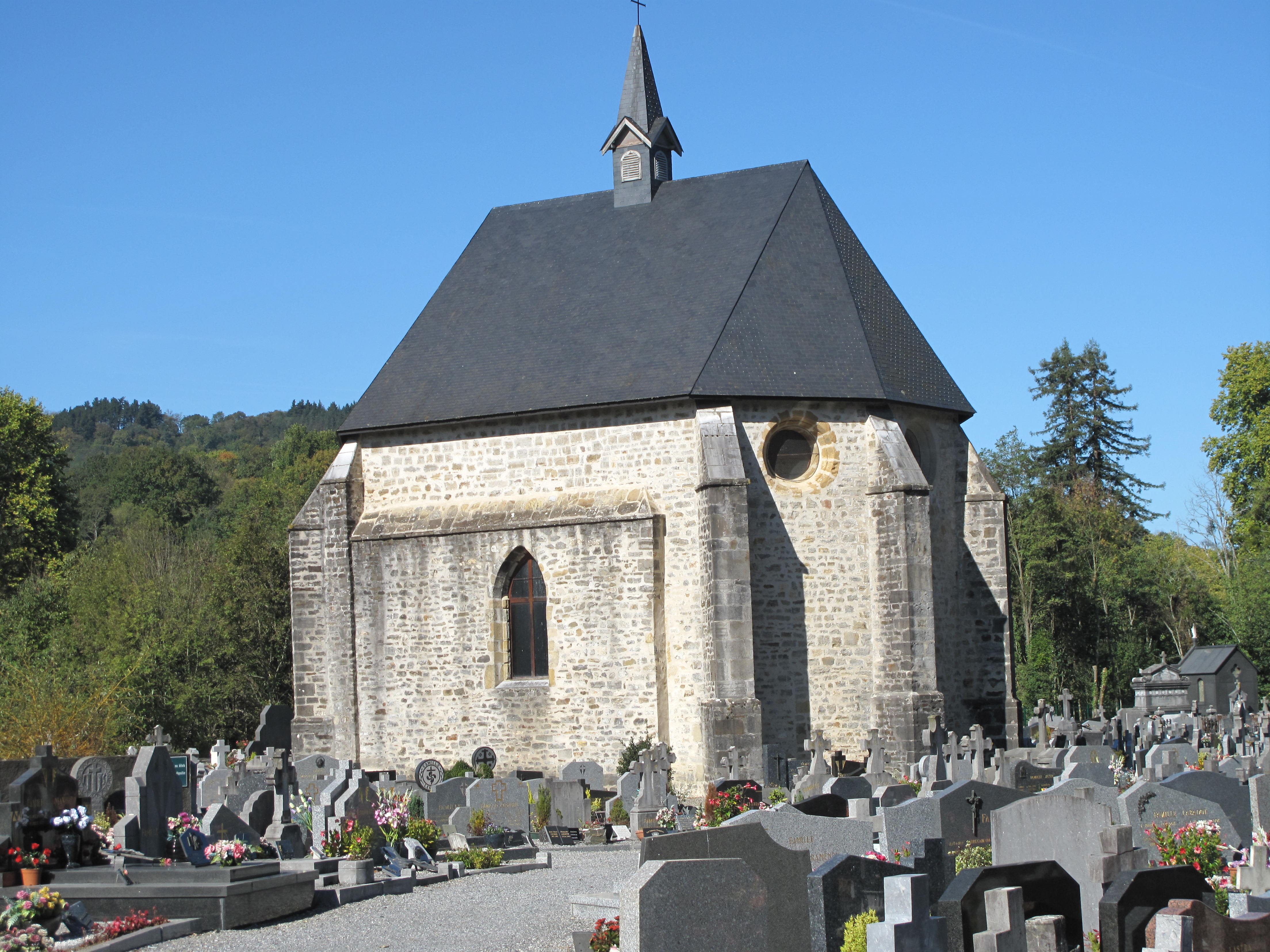
Chapelle Saint-Jean de Berraute.
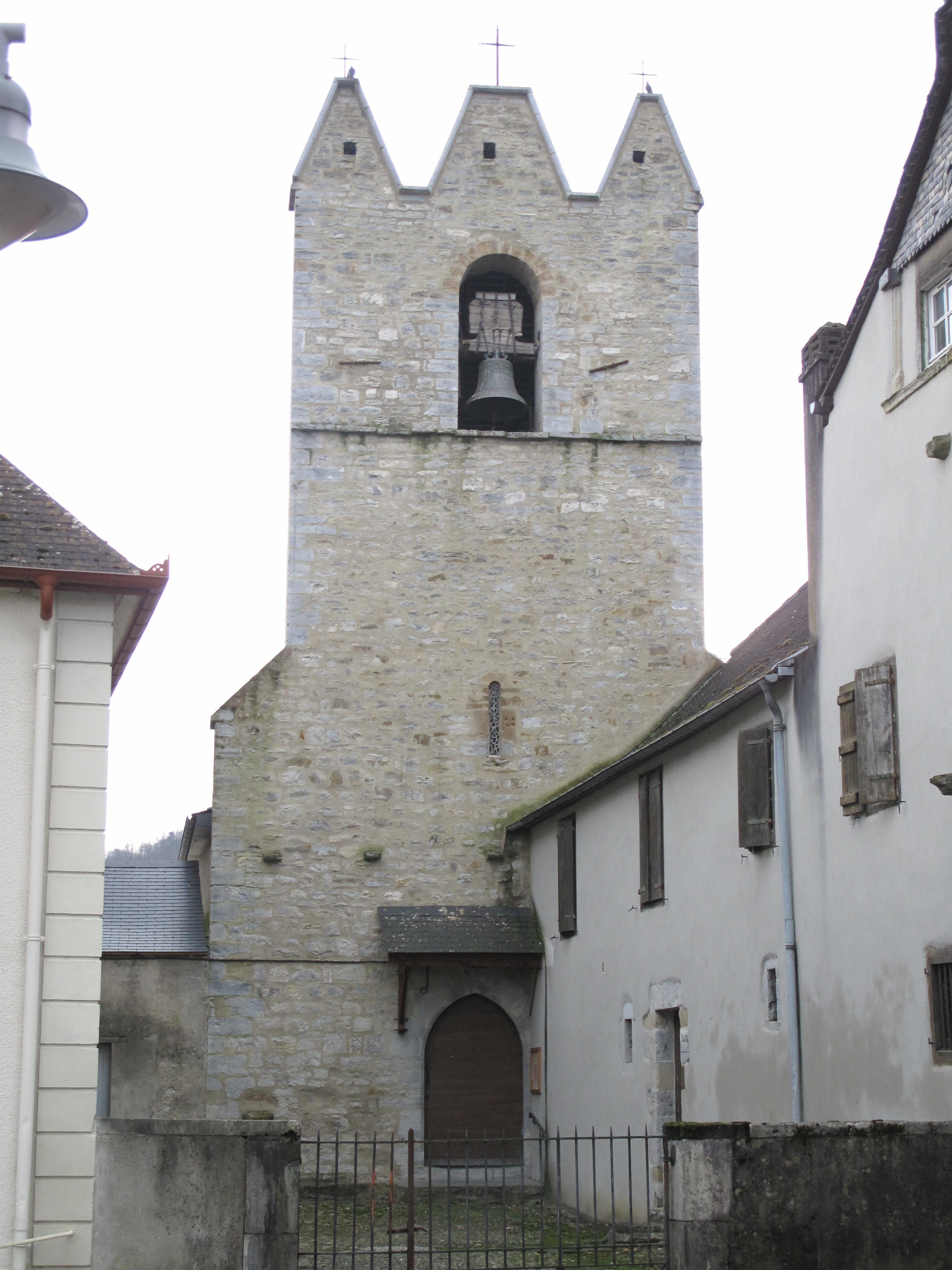
Église Notre-Dame de la Haute-Ville.
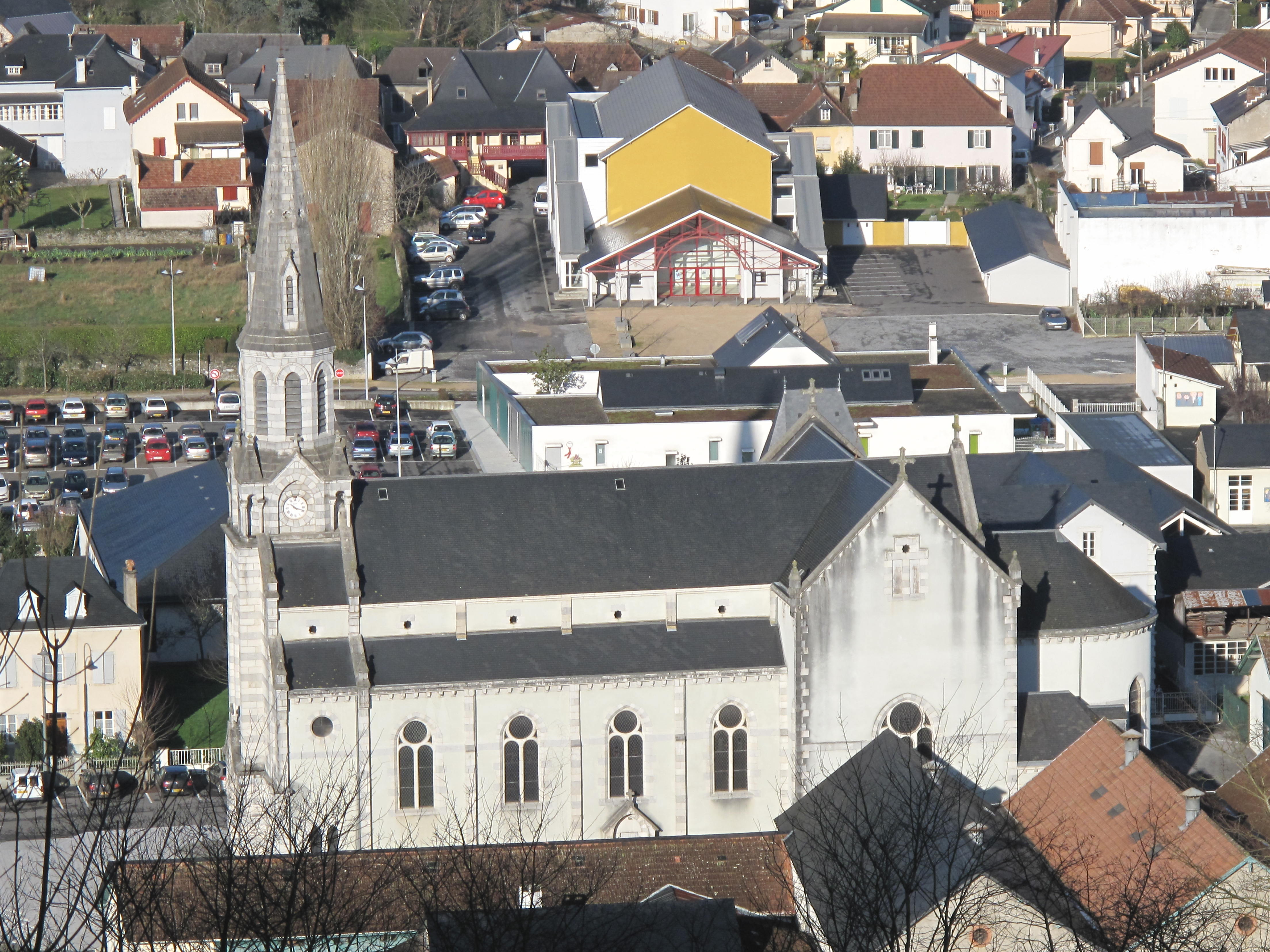
Église Saint-Jean-Baptiste.
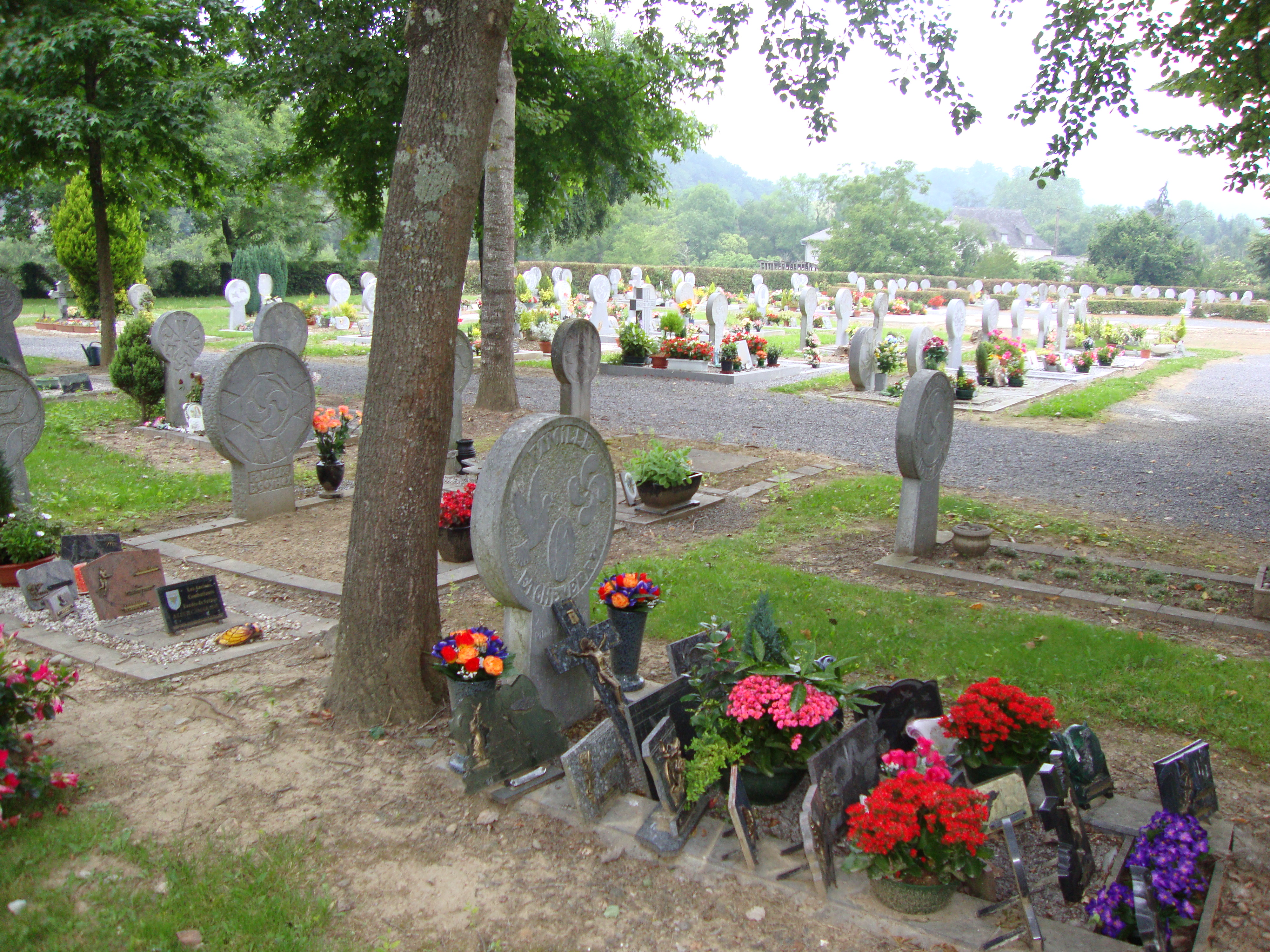
Le nouveau cimetière avec ses stèles discoidales.
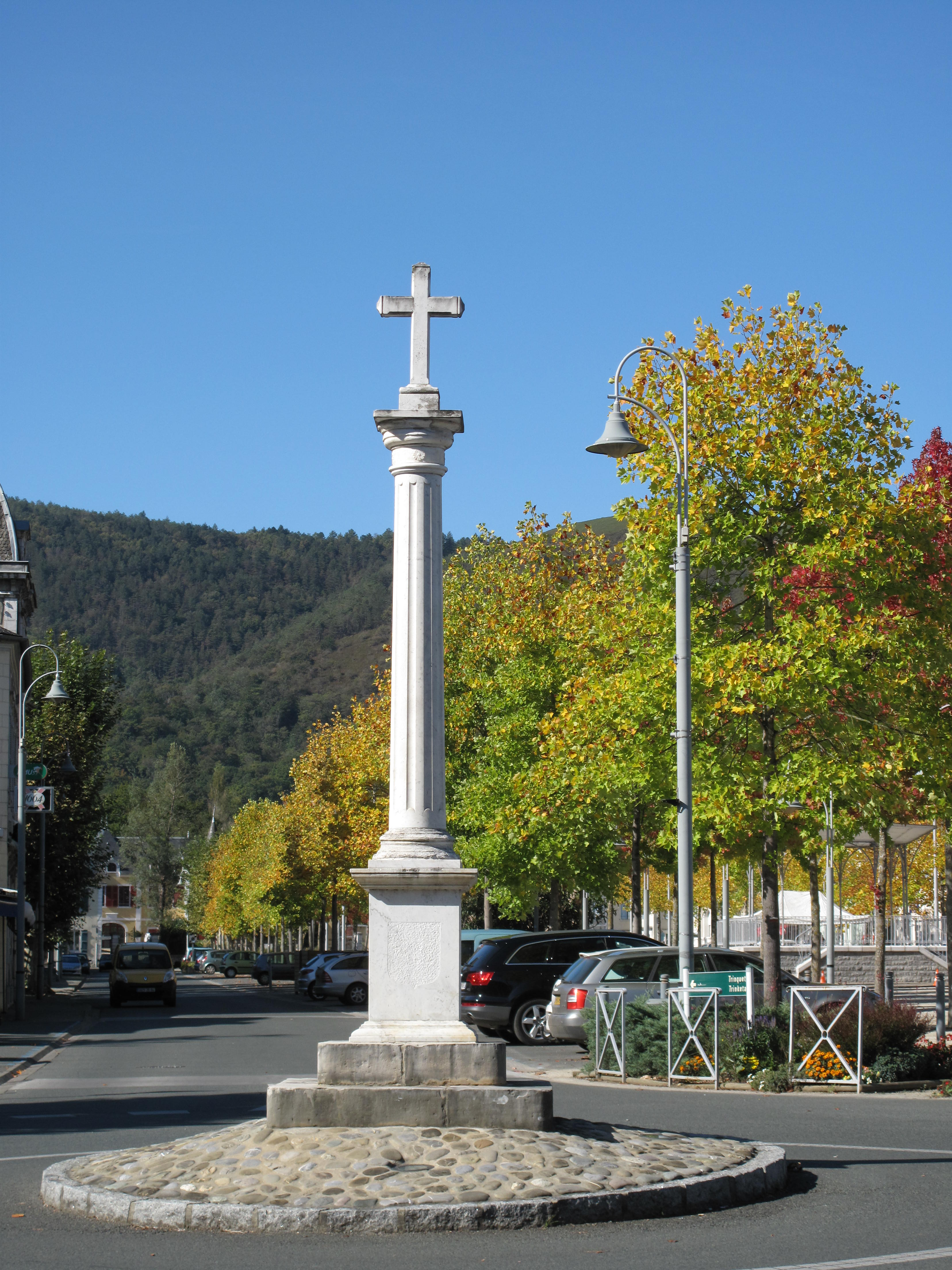
La croix Blanche.

### Patrimoine environnemental

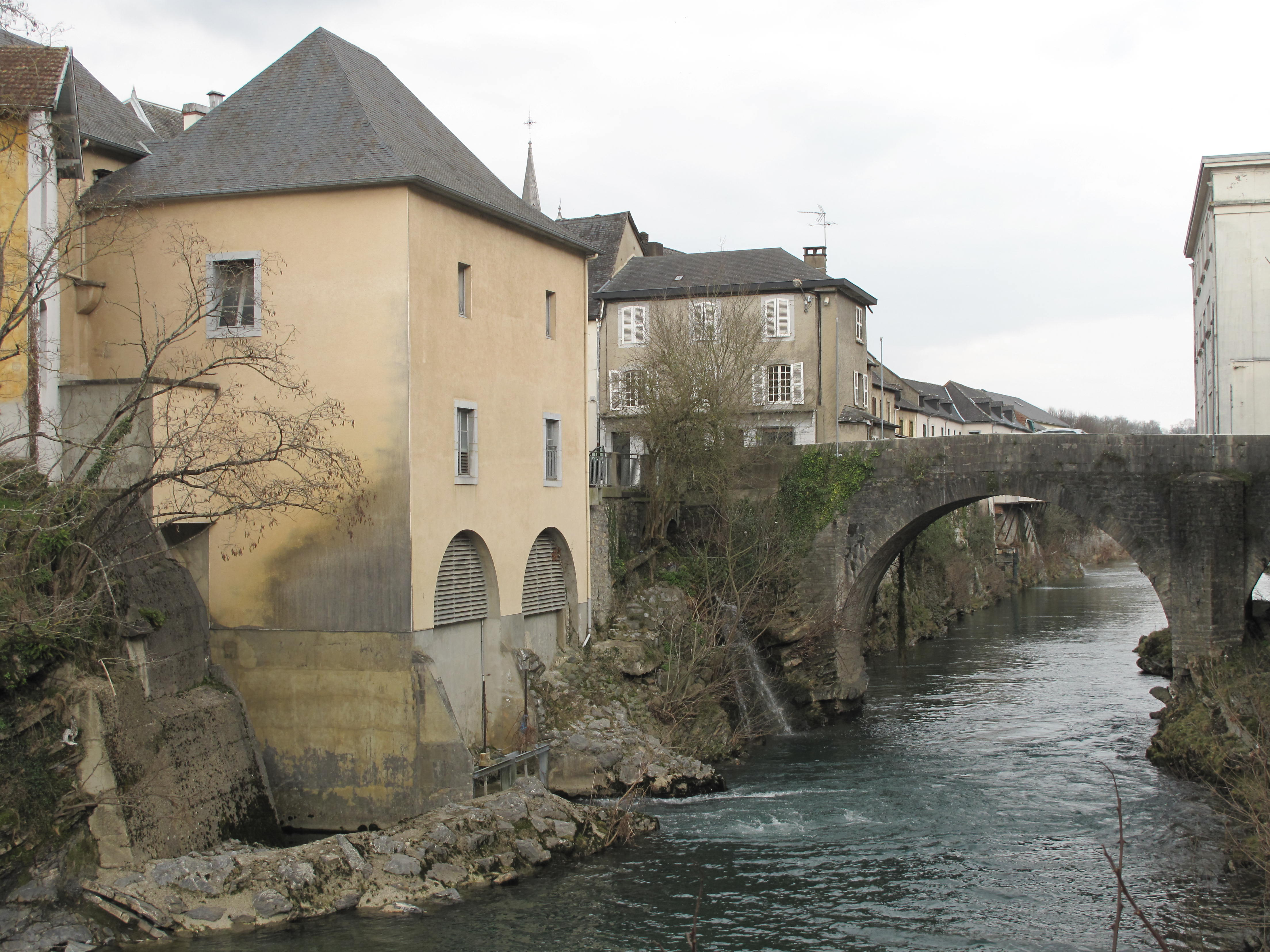
Le moulin de Montreal à gauche du pont des Galeries.

- Le moulin de Montreal est un ancien moulin à eau transformé en petite centrale hydroélectrique.

Une autre petite station hydroélectrique se trouve sur le Saison en amont du cimetière sur le ruisseau Urgorri.

### Personnalités liées à la commune
Nées au XVIe siècle
- Jean de Sponde, né en 1557 à Mauléon et mort le 18 mars 1595 à Bordeaux, est un poète baroque français.
- Henri de Sponde né en 1568 à Mauléon et mort en 1643 à Toulouse, était un ecclésiastique, juriste et historien français, et a été évêque de Pamiers.
- Arnauld Oihénart, né en 1592 à Mauléon et mort en 1668 à Saint-Palais, est un avocat et juriste poète, linguiste, historien et parémiographe de langue basque.

Nées au XVIIIe siècle
- Jean-Philippe de Béla dit le chevalier de Béla, né en 1709 à Mauléon et mort à Pau en 1796, est un militaire et écrivain de langue basque.
- Étienne Neveu, né en 1755 à Mauléon et mort en 1830 dans la même ville, est un homme politique français.

Nées au XXe siècle
- L'écrivain américain Trevanian (de son vrai nom Rodney William Whitaker, 1931-2005) y a vécu retiré avec sa famille une grande partie de sa vie[80].
- Jean-Baptiste Coyos, né le 15 octobre 1952 à Mauléon-Licharre, est un écrivain et enseignant français de langue basque et française. Il fut désigné membre correspondant d'Euskaltzaindia, l'académie de la langue basque, le 26 mai 2006, et membre titulaire depuis le 26 novembre 2010.
- Jean-Claude Mignaçabal, (1944-2016) à Mauléon-Licharre est un joueur français de rugby à XV.

### Héraldique
| Blason | Blasonnement : De gueules au lion d'or, au chef de France. Commentaires : Ne pas confondre avec Lyon, qui porte un lion d'argent. |